# Станіслав Виспянський
Станіслав Матеуш Ігнацій Виспянський (пол. Stanisław Mateusz Ignacy Wyspiański; 15 січня 1869, Краків, Австрійська імперія — 28 листопада 1907, Краків, Австро-Угорщина) — польський поет, драматург, живописець, дизайнер меблів та інтер'єрів. Будучи патріотично налаштованим письменником, створив серію символічних національних драм, пройнятих художньою філософією руху «Молода Польща». Виспянський був одним з найвидатніших і різнобічних художників Європи свого часу. У творчості він вдало поєднував ідеї модерну з фольклорними та історичними мотивами. Неофіційно його називали «четвертим польським пророком» (поряд з польською «трійцею» поетів-пророків (Міцкевичем, Словацьким, Красінським).

## Біографія

### Дитинство
Станіслав Виспянський народився у родині Франтішека Виспянського та Марії Роговської. Його батько був скульптором та тримав ательє на Вавельському пагорбі. Коли Станіславу виповнилося сім років, його мати раптово померла від туберкульозу. Будучи хронічним алкоголіком, батько не міг стати гідним опікуном для власного сина, і той був узятий на виховання своєю тіткою Йоанною Станкевич та її чоловіком Казимиром. Сімейство, що дало прихисток Станіславу, було заможним і належало до класу буржуазії, було активно залучене в інтелектуальну діяльність. Саме у будинку Станкевичів Виспянський познайомився зі знаменитим живописцем Яном Матейком. Розгледівши в юному Станіславі великий талант, майстер дав йому перші уроки малювання. Пощастило Виспянському і в плані загальної освіти. Він потрапив у середню школу святої Анни, де викладання велося напівзабороненою польською мовою та вчителі старанно намагалися прищепити своїм учням любов до рідної історії та літератури. Вихованцями цього навчального закладу були Люцьян Ридель, Станіслав Естрейхер і Генрик Опеньський, що стали згодом помітними фігурами культурного життя Кракова. Виспянський під час свого навчання не демонстрував особливо видатних здібностей, проте, з самого початку проявив величезний інтерес до мистецтва та літератури. Тітка Йоанна згадувала згодом, як юний Станіслав постійно робив замальовки невеликих сільських будівель, тварин, рослин, старовинних обладунків та різноманітних елементів внутрішнього оздоблення будинку Станкевичів, що оточували його. Однією з перших проб молодого Виспянського на літературному терені стала драматична інтерпретація знаменитої картини Яна Матейка «Стефан Баторій під Псковом».

### Юнацтво
У 1887 Станіслав був зарахований на курси філософського факультету Ягеллонського університету, одночасно почавши заняття у краківській школі витончених мистецтв у професора Флоріана Цинку. Під час навчання в університеті відвідував лекції з мистецтва, історії та літератури. Завідувачем школою витончених мистецтв у той час був Ян Матейко, який визнаючи великі можливості Виспянського, запросив його взяти участь в оформленні інтер'єру костелу Внебовзяття Пресвятої Діви Марії.
У період з 1890 по 1895 Виспянський відвідав Італію, Швейцарію, Німеччину, Чехію та Францію. Перебування у Франції зробило вирішальний вплив на подальшу творчу долю Станіслава. У Парижі він відвідував заняття у приватному ательє Академії Колароссі. У зв'язку з тим, що плата за навчання виявилася Виспянському не по кишені, він змушений був звернутися з проханням про субсидію. Під час свого перебування у Франції він також встиг познайомитися з Полем Ґоґеном. Разом вони відвідували паризькі художні музеї, де особливо сильно вразили Виспянського картини П'єра Пюві де Шаванна. Також Станіслав приділив велику увагу театру, де став свідком постановок античних та шекспірівських трагедій. Цей досвід виявився безцінним під час роботи Виспянського над власними п'єсами за мотивами стародавніх міфів — «Данило та Мелеагр» і «Повернення Одіссея». Паралельно Станіслав працював над кількома драматичними творами — «Королева польської корони», «Варшав'янка» та першою редакцією «Легенди». Остання п'єса була написана за мотивами відомої польської легенди про Варю та Саву. У серпні 1894 Виспянський повернувся до рідного Кракова, де незабаром був залучений у модерністський рух. У той період художник розробив і взяв участь у створенні інтер'єру церкви францисканців. Ця робота вразила сучасників сміливим використанням хитромудрих мотивів, що буяють різноманітними рослинами, геометричними фігурами та геральдичними елементами. Задоволений результатом праць Виспянського, настоятель церкви замовив йому кілька вітражів. Майстер і тут домігся величезного успіху, створивши чудові композиції: «Блаженна Саломея», «Рани Св. Франциска», «Бог-отець». Поміж іншого, Станіслав був нагороджений відзнакою Польської академії мистецтв та наук за свій краєвид, що зображував Курган Костюшка. Як живописець, дизайнер інтер'єру та поет Виспянський активно співпрацював з краківським міським театром. Спочатку він працював над декораціями та сценографією, а потім виступив у ролі режисера-постановника декількох спектаклів.

### Зрілі роки

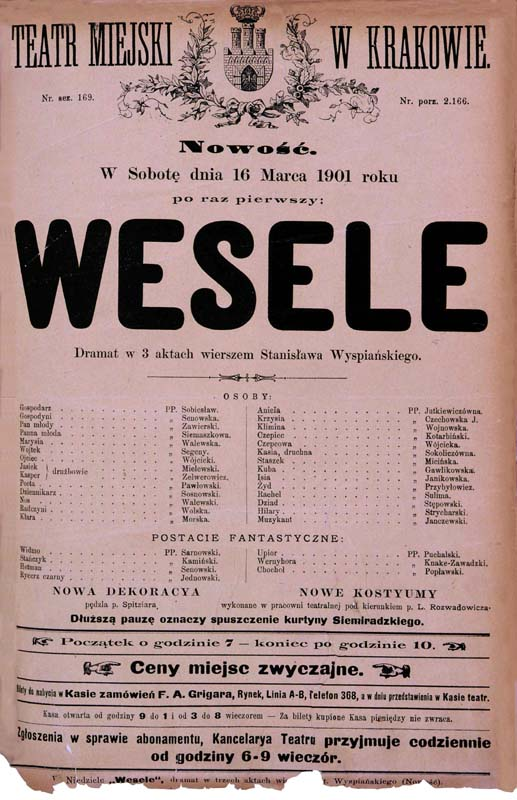
Афіша вистави «Весілля»

У Кракові Виспянський приєднався до співтовариству польських художників «Sztuka» (укр. "Мистецтво") та у середині 1898 був призначений художнім редактором тижневика «Życie» (укр. "Життя"). На жаль, перші драми Станіслава — «Легенда» (1897) та «Данило і Мелеагр» (1898) не отримали визнання літературних критиків. Лише вихід у світ «Варшав'янки» приніс її автору довгоочікуваний успіх. Театральна постановка цієї п'єси стала переломним етапом у літературній кар'єрі Виспянського, і зробила його драматургом національного масштабу. Прем'єра «Варшав'янки» відбулася 2 липня 1901, а головну роль Марії виконала знаменита краківська актриса Гелена Моджеєвська. Протягом 1899–1900 були опубліковані ще дві п'єси Виспянського: «Протесілай та Лаодамия» та «Лелевель». В останньому творі автор вступив у полеміку з апологетами романтичного бачення історії. У 1900 Виспянський одружується на Теодорі Питко, майбутній матері чотирьох його дітей. У листопаді того ж року він був присутній на весіллі свого друга Люцьяна Риделя, яке відбулася у селищі Броновіце, що знаходилося неподалік від Кракова. Враження від цієї події були покладені в основу знаменитого твору «Весілля». У ньому Виспянський дотепно висміював вади сучасного йому польського суспільства. «Весілля» змінила Виспянського, який до цього був у міру успішним письменником та художником, що асоціювався з рухом «Молода Польща», а після перетворився на національного драматурга-провидця, чиє значення для польської літератури можна порівняти зі значенням Єйтса для ірландської, О'Ніла для американської або Метерлінка для бельгійської. Драма з усією глибиною та достовірністю показала невтішні реалії життя у Польщі та безсилля суспільства докорінно поліпшити ситуацію. Незважаючи на всі старання цензури по можливості урізати тираж книги, «Весілля» було поставлене у театрі і мало величезний успіх у публіки.
Після «Весілля» були опубліковані ще чотири п'єси, присвячені польської історії: «Звільнення», «Ахілл», «Болеслав Хоробрий» та «Легенда 2». Кілька наступних років Виспянський присвятив працям над виданням драм «Скалка» та «Повернення Одіссея», паралельно працюючи над польським перекладом «Сіда» Корнеля та «Заїри» Вольтера.
У 1906 Виспянський став професором краківської Академії витончених мистецтв, а також увійшов до складу міської ради. В останні роки життя здоров'я Станіслава помітно похитнулося, і він був змушений пройти курс лікування в Риманові та Бад-Халлі. Після цього Виспянський оселився в невеликому будинку в селищі Венгжце, де і помер від невиліковного на той час сифілісу. Його похорони відбулися у Кракові та перетворилися на національну маніфестацію. Тіло Виспянського було поховано у Пантеоні заслужених громадян, розташованому в крипті костелу святого Станіслава.

## Творча спадщина
Талант Виспянського був неймовірно різнобічним. Крім своїх літературних праць він залишив після себе безліч малюнків, живописних та пастельних зображень з видами рідного Кракова, власних портретів та людей, що його оточували, різноманітні ілюстрації та графічні роботи. Виспянський розробив дизайн цілого ряду вітражів та розписів для церков, а також створив проєкт реконструкції Вавельського замку, так і не втіленого в життя.
Малюнки, такі як автопортрет 1890 та шляхові нариси Європи та Польщі — найяскравіші його роботи. Особливий інтерес викликає гербарій Виспянського — серія чудових малюнків різноманітних рослин. Як художник, Станіслав віддавав перевагу пастельним малюнку; перші роботи у цій техніці з'явилися у період між 1890 і 1894. Головними персонажами картин Виспянського були члени його родини, друзі та колеги-художники. Дуже часто Станіслав зображував своїх дітей в різних побутових ситуаціях, під час сну або годування:

Материнство, 1905

- Хеленка, 1900, пастель, Національний музей у Кракові
- Сплячий Стась, 1902, пастель, Сілезький музей у Катовицях
- Сплячий Метек, 1904, пастель, Художній музей у Лодзі
- Материнство, 1905, пастель, Національний музей у Кракові
- Дружина художника з сином Стасем, 1904, пастель, Верхнесилезский музей в Битомі

Виспянський зобразив на полотні багатьох своїх приятелів та художників, серед яких Казимир Левандовський, Яцек Мальчевський, Еліза Пареньская, сім'я Кришталовичів, Людвік Сольський, Ірена Сольська, Ян Станіславський. Його пензлю також належить багато пейзажів з видами краківського парку Планти, річки Вісли й її притоки Рудави, котеджів у Грембово. Наприкінці життя Виспянський зробив ряд замальовок Кургану Костюшка, який було видно з вікна його студії. Однією з його найяскравіших графічних робіт є афіша вистави «Там всередині» по Метерлінку.
Значне місце у творчості Виспянського займав дизайн. Він є автором безлічі вітражів, поліхромних розписів та інтер'єрів. У співавторстві з одним Юзефом Мехоффером Виспянський створив 36 вітражів для собору святої Марії у Кракові, коли допомагав Яну Матейко у роботі над реставрацією будівлі. Творчий тандем виявився достатньо успішним, і крім іншого відзначився участю у конкурсі декораторського мистецтва у Парижі та розробкою зовнішнього вигляду завіси для театру ім. Юліуша Словацького у Кракові. Вже самостійно Виспянський оформив францисканський костел рідного міста (знаменитий вітраж «Повстань»), створив замальовки вітражів із зображенням Св. Станіслава, Казимира III Великого та Генріха II Побожного для Вавельського собору (ці роботи були втілені у життя лише у 2005–2007 та виставлені у павільйоні Виспянського), розробив дизайн виставкового залу Товариства любителів мистецтва (1904) та оформив сходи та коридор головного будинку Медичного товариства. У 1905 Виспянський спільно з Владиславом Екельскім розробив проєкт грандіозної реконструкції Вавельського пагорба.

## П'єси Виспянського
- Варшав'янка (1898)
- Мелеагр (1899)
- Протесілай та Лаодамия (1899)
- Прокляття (1899)
- Судді (1900)
- Легіон (1900)

- Весілля (1901)
- Звільнення (1903)
- Болеслав Хоробрий (1903)
- Ахілл. Драматичні сцени (1903)
- Листопадова ніч (1904)
- Акрополь (1904)
- Нічні квіти (1906)
- Скалка (1907)
- Повернення Одіссея (1907)

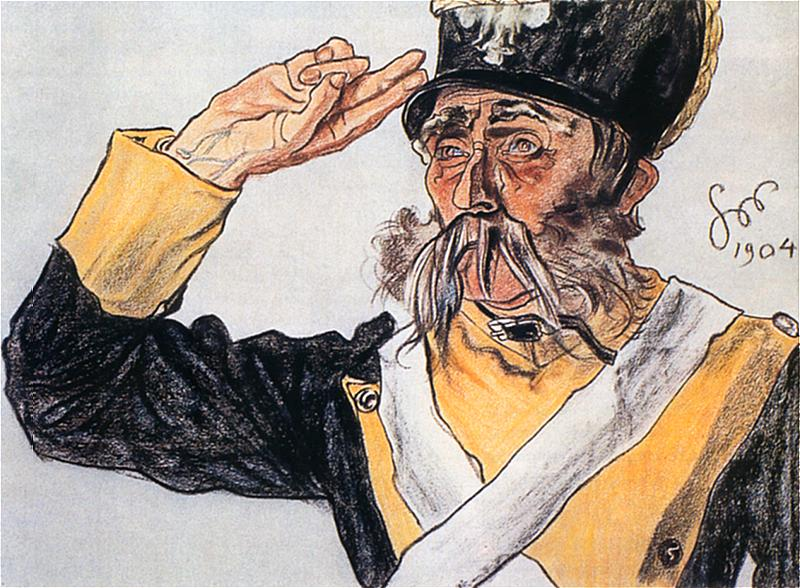
Портрет Людвіка Сольського у ролі старого солдата у п'єсі " Варшав'янка, 1904

- Сигізмунд Август (1907, нескінчена)

## Адреси у Кракові, пов'язані з Виспянським

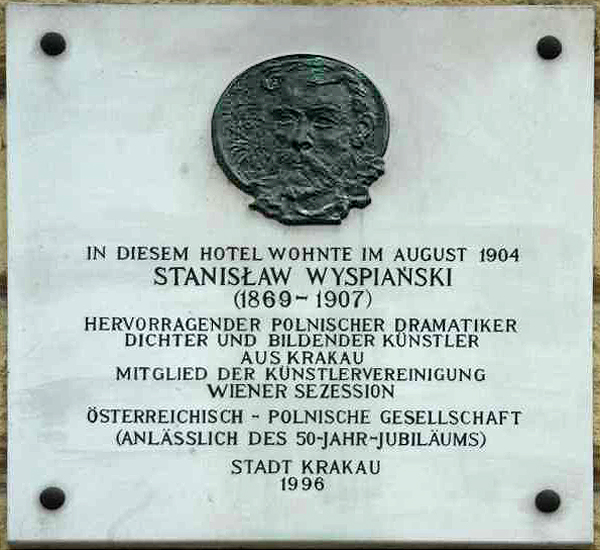
Пам'ятна дошка на готелі Austria Classic Hotel Wien у Відні, 1996

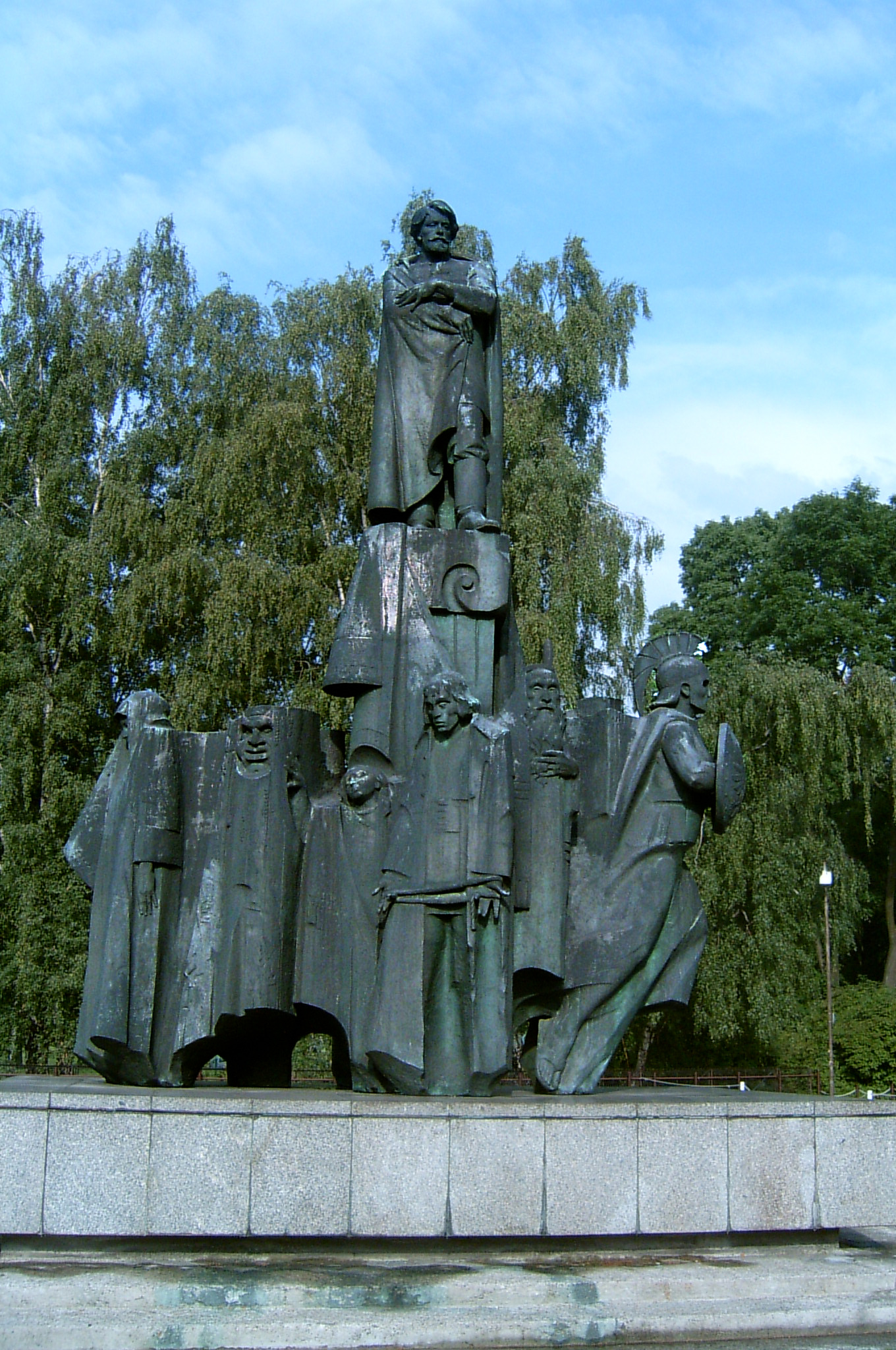
Пам'ятник Виспянському у Кракові

- Вул. Крупніча, 26
 Місце народження Виспянського. Будинок належав дідусю та бабусі Станіслава; тут він прожив до 1873.
- Вул. Каноніча, 25 
 Влітку 1873 сім'я Виспянського переїхала у будинок Яна Длугоша. Молодший брат Станіслава і його мати померли тут. Восени 1880 Виспянський перебрався у будинок своєї тітки та її чоловіка.
- Вул. Коперника, 1
 Між 1880 і 1883 Виспянський проживав у будинку Станкевичів. Згодом у будівлі розташувався офіс туристичної організації, у наші дні тут знаходиться готель «Wyspiański»
- Вул. Заціше, 2 
 Нові апартаменти родини Станкевич. Квартира розташовувалася на другому поверсі готелю «Centralny» на перехресті вулиць Заціше та Баштової з видом на Барбакан і парк Планти. У зв'язку з розширенням готелю, Станкевичі були змушені переїхати на нове місце проживання у 1885.
- Вул. Вестерплатте, 1 (пізніше вул. Колеева)  
 У липні 1895 сім'я Станкевич орендувала квартиру на першому поверсі будівлі на перетині вулиць Колеевої та Любича. Зараз на цьому місці розташовується галерея зі сходами, що ведуть у підземний пасаж. У той період Виспянський придбав невеликий будинок, що знаходився неподалік у селищі Гжегужкі, де працював над дизайном вітражів для костелу францисканців
- Вул. Посельська, 10
 Через кілька місяців після переїзду на вул. Вестерплатте помер дядько Виспянського та Станіслав зі своєю тіткою змушені були шукати нове місце проживання. Вони орендували квартиру на третьому поверсі будинку 10 по вул. Посельській.

- Пл. Маріацька, 9
 У липні 1898 Виспянський зняв кімнату в будинку на перехресті пл. Маріацької та Головного Ринку. У 1907 будівля була зруйнована і на її місці зведений новий багатоквартирний будинок у стилі модерн. Квартира була переобладнана у студію для занять живописом. Виспянський на той момент був прописаний за адресою вул. Шляк, 23, де знаходилася квартира його майбутньої дружини Теофілії Питко.
- Вул. Курники 2 (костел св. Флоріана) У 1900 році Станіслав Виспянський тут одружився з Теофілою Питковною[2].
- Вул. Кроводерска, 79 
 У 1901 Станіслав отримав нагороду від Академії мистецтв і наук за розробку дизайну вітража для королівського замку на Вавелі. Завдяки цьому він зміг орендувати семикімнатні апартаменти на третьому поверсі багатоквартирного будинку на розі алеї Юліуша Словацького. У цьому будинку, наявному і в наші дні, Виспянський жив зі своєю родиною та працював в обладнаній тут же студії. Як стверджують, на дверях квартири була поміщена табличка з написом: «Тут живе Станіслав Виспянський, який не бажає приймати відвідувачів»
- Селище Венгжце під Краковом 
 Після отримання чергового призу від Академії мистецтв і наук за пейзажі, що відобразили курган Костюшка, Виспянський придбав у селищі Венгжце власний будинок. До наших днів будівля не вціліла та на її місці тепер знаходиться інший приватний будинок. На честь 100-ї річниці із дня народження Виспянського тут було встановлено пам'ятний знак.
- Вул. Семирадського, 1 
 Будівля лікарні, в якій Виспянський помер 28 листопада 1907, до наших днів не збереглося. Воно знаходилося на розі вулиць Семирадського та Лобзовскої.

## Музеї та пам'ятники
У багатоквартирному будинку Шолайского у Кракові розташований Музей Станіслава Виспянського, який є відділенням Національного Музею. На площі Всіх Святих у Кракові відкрито інформаційно-виставковий павільйон «Виспянського 2000». Тут відвідувачі можуть ознайомитися з трьома вітражами, розробленими майстром.
Перед будівлею Національного Музею у Кракові на вулиці 3 травня встановлено пам'ятник Станіславу Виспянському.
З ініціативи польського Сейму 2007 рік був офіційно проголошений «Роком Станіслава Виспянського».

## Галерея

### Автопортрети

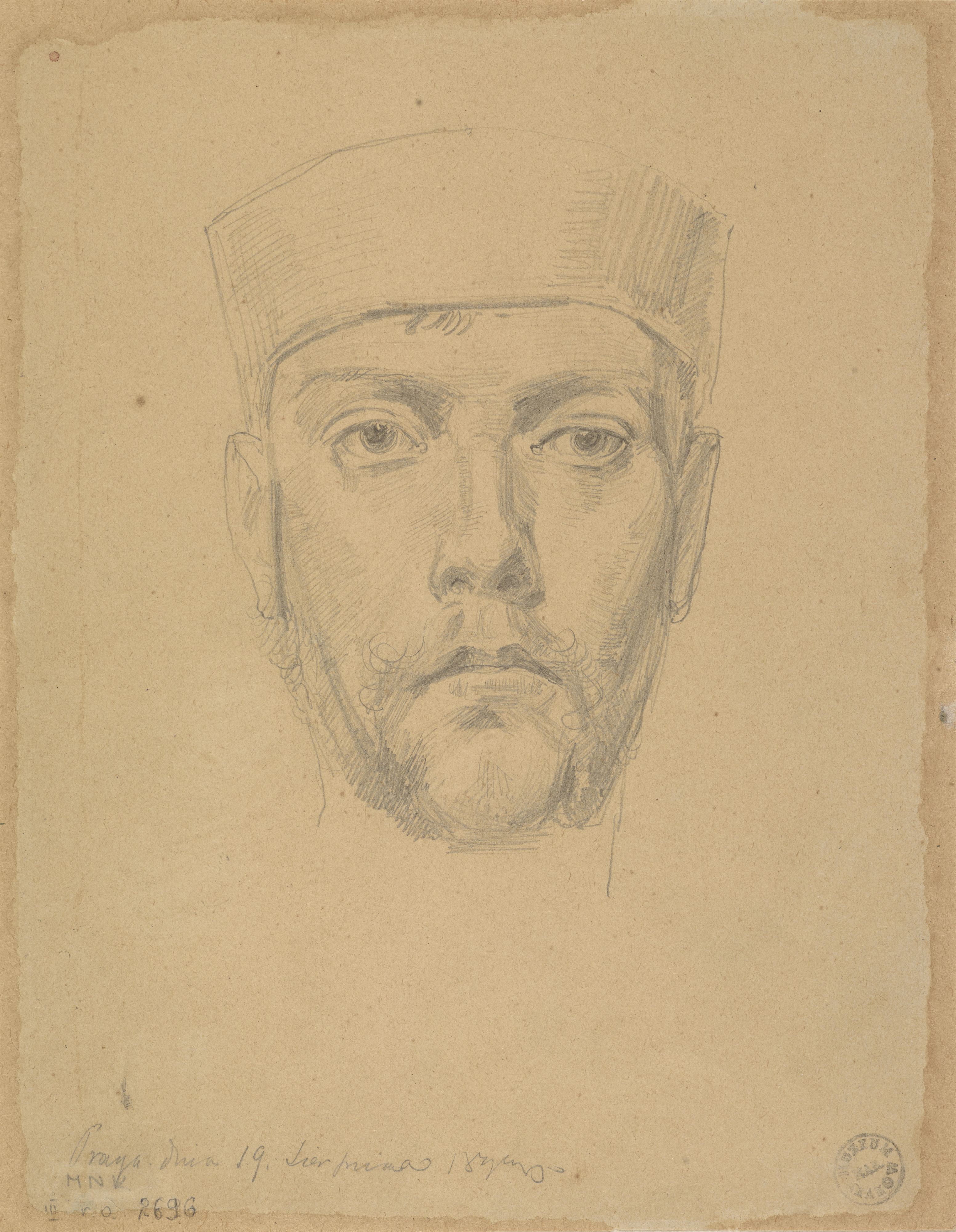
Автопортрет, 1890
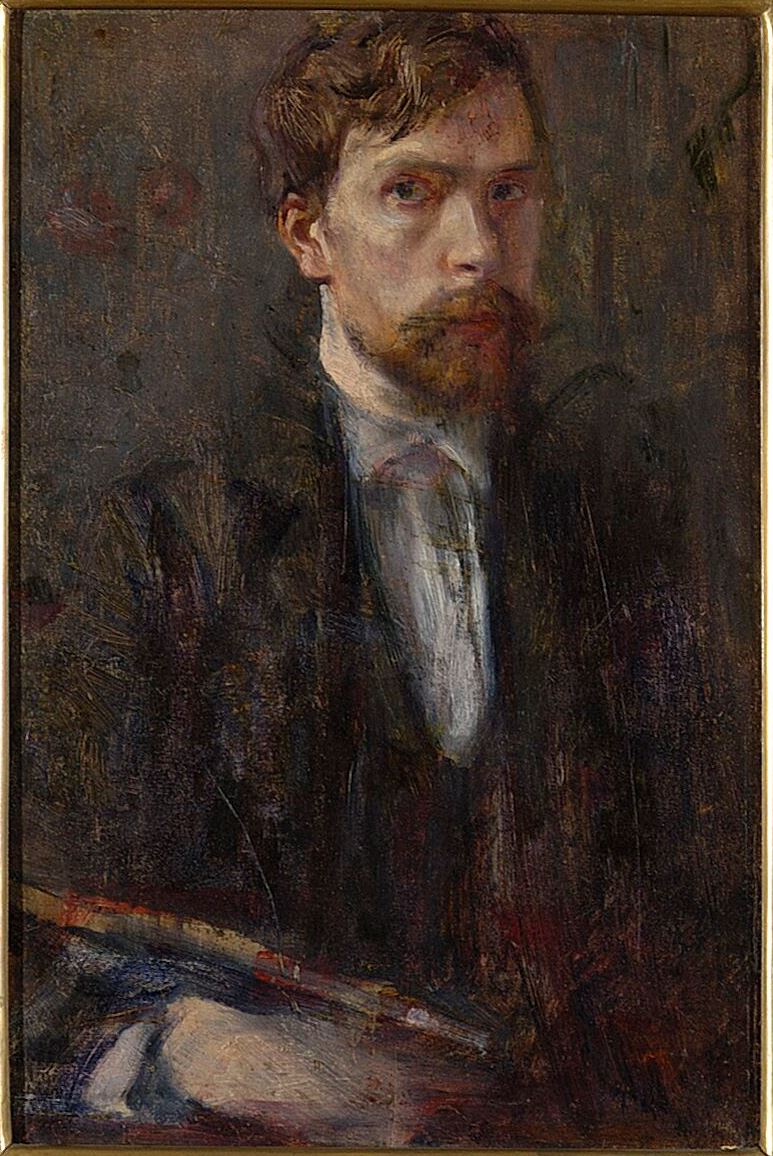
Автопортрет, 1892—1893
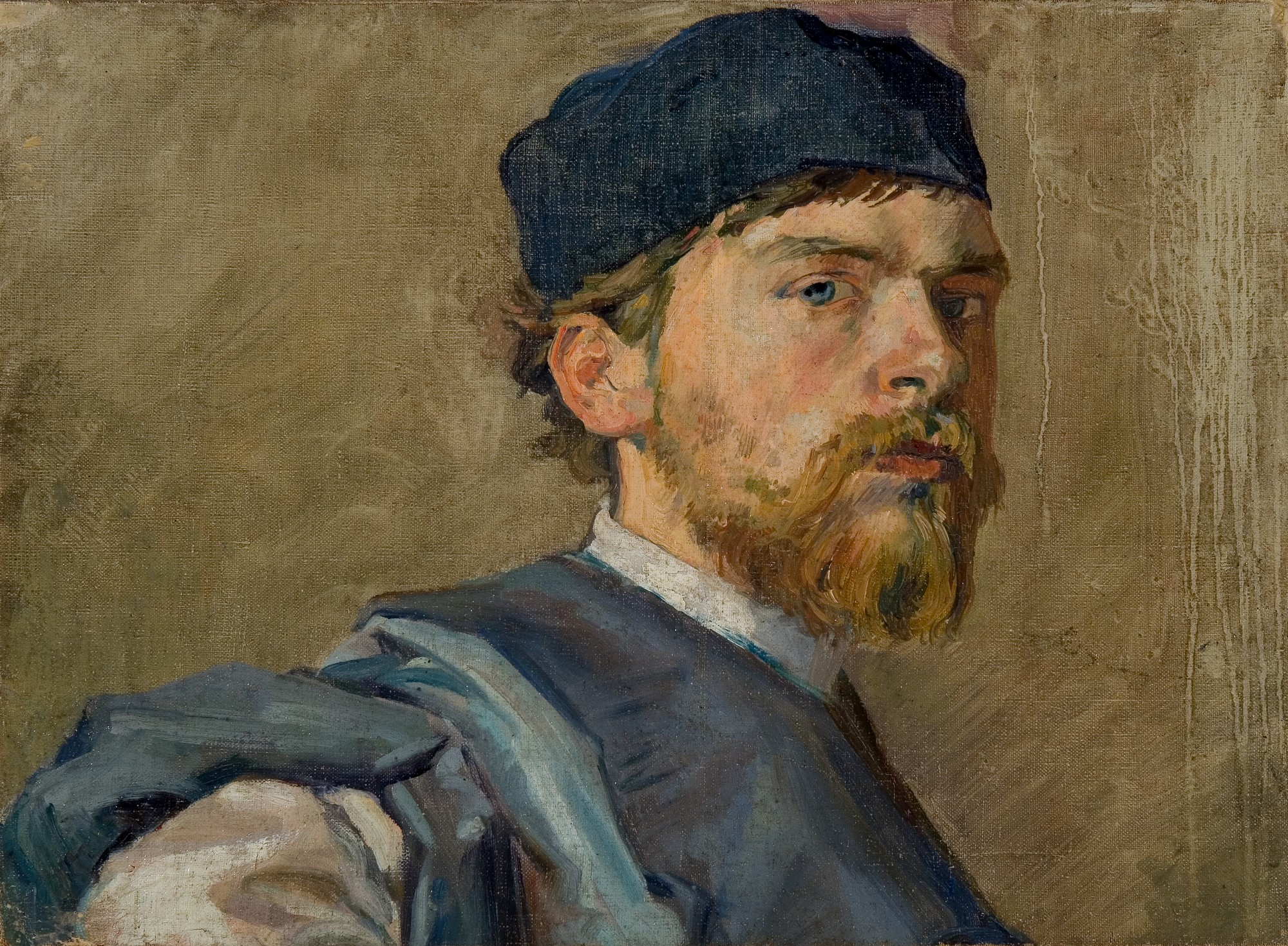
Автопортрет, 1893—1894
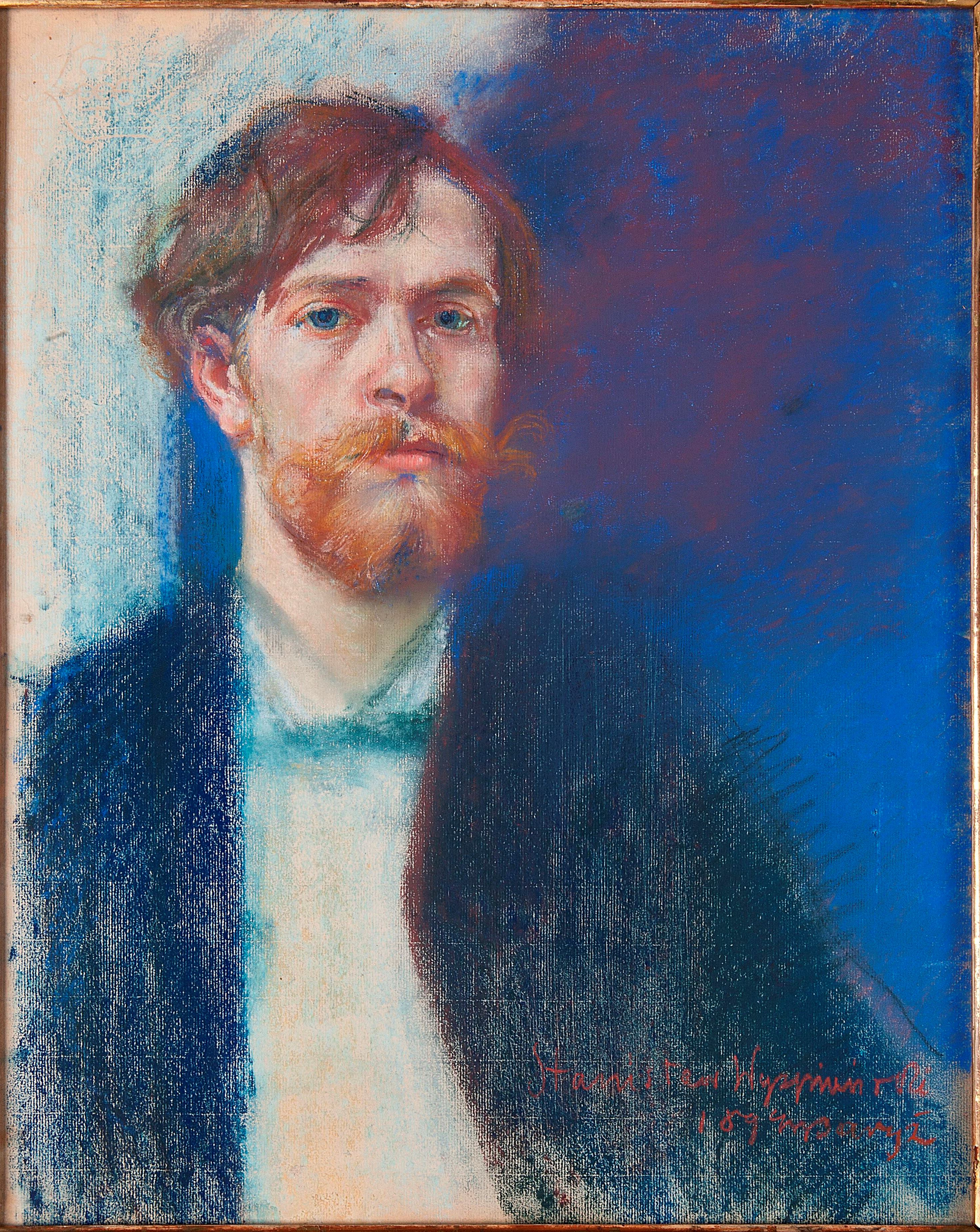
Автопортрет, 1894
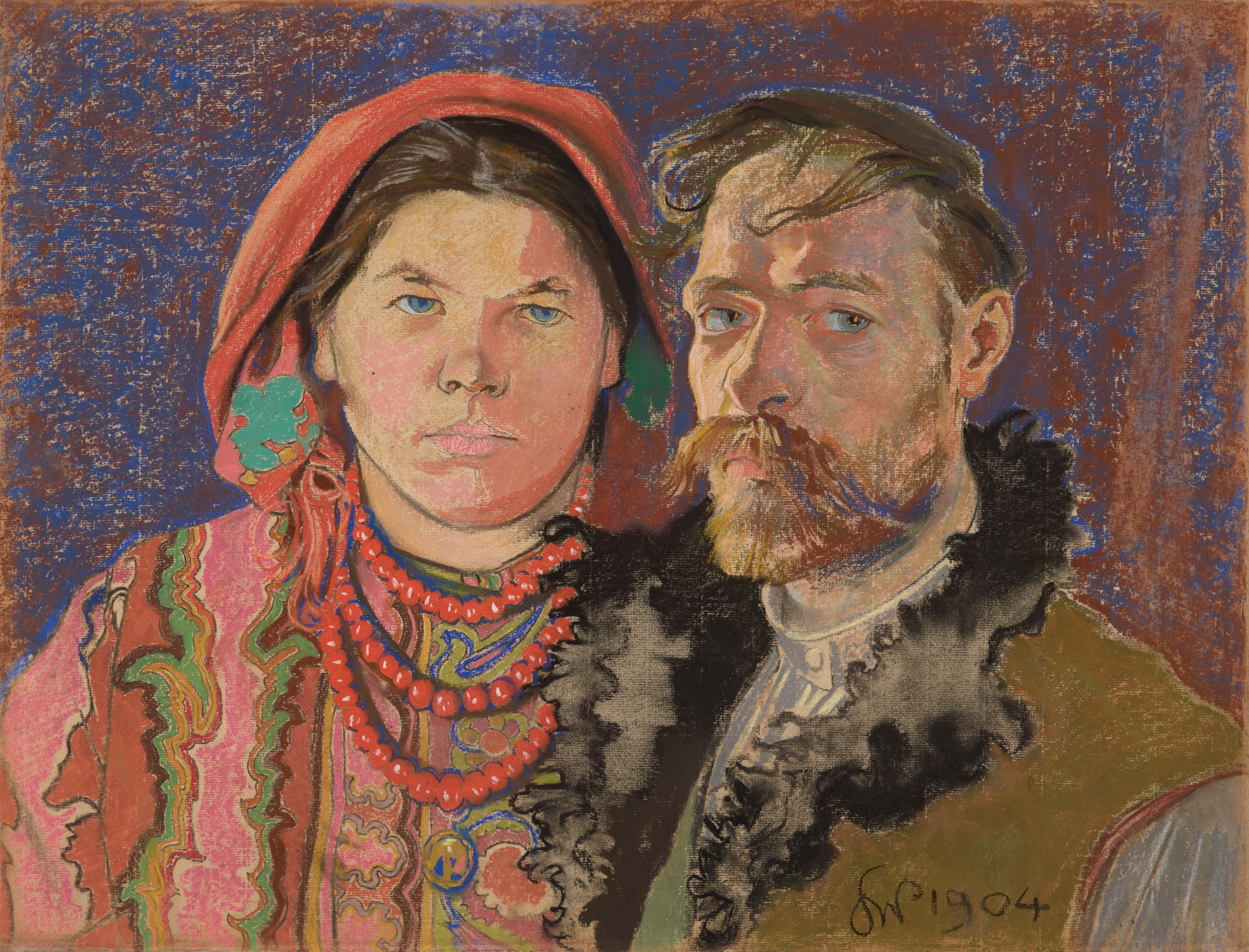
Автопортрет з дружиною1904
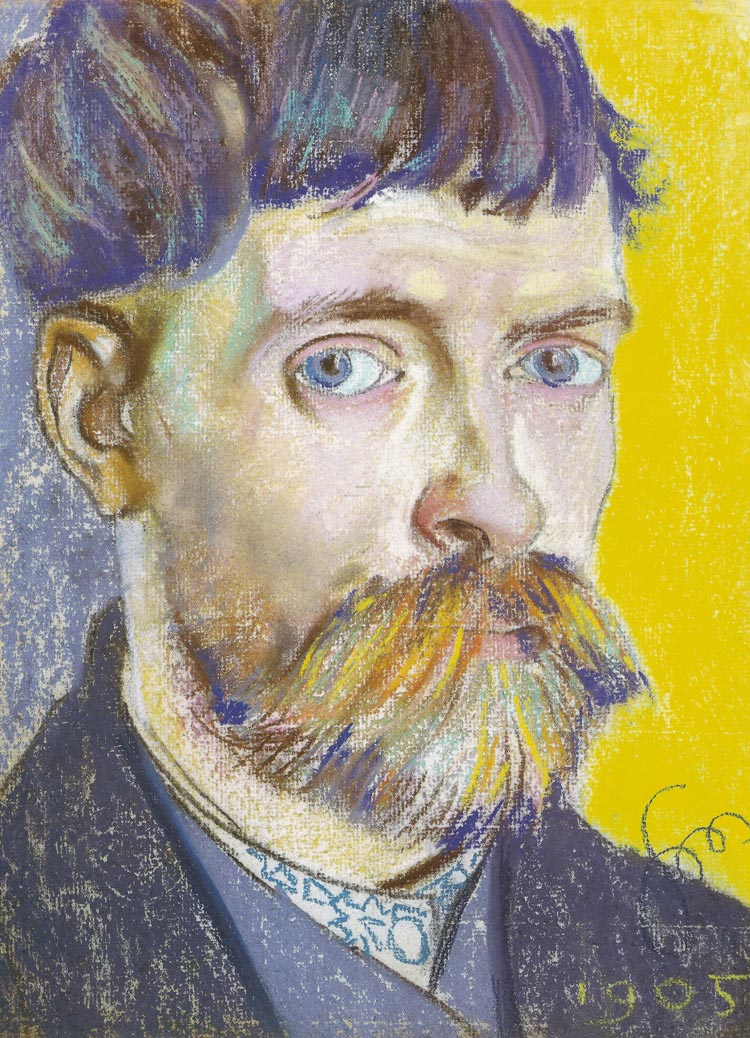
Автопортрет, 1905

### Портрети

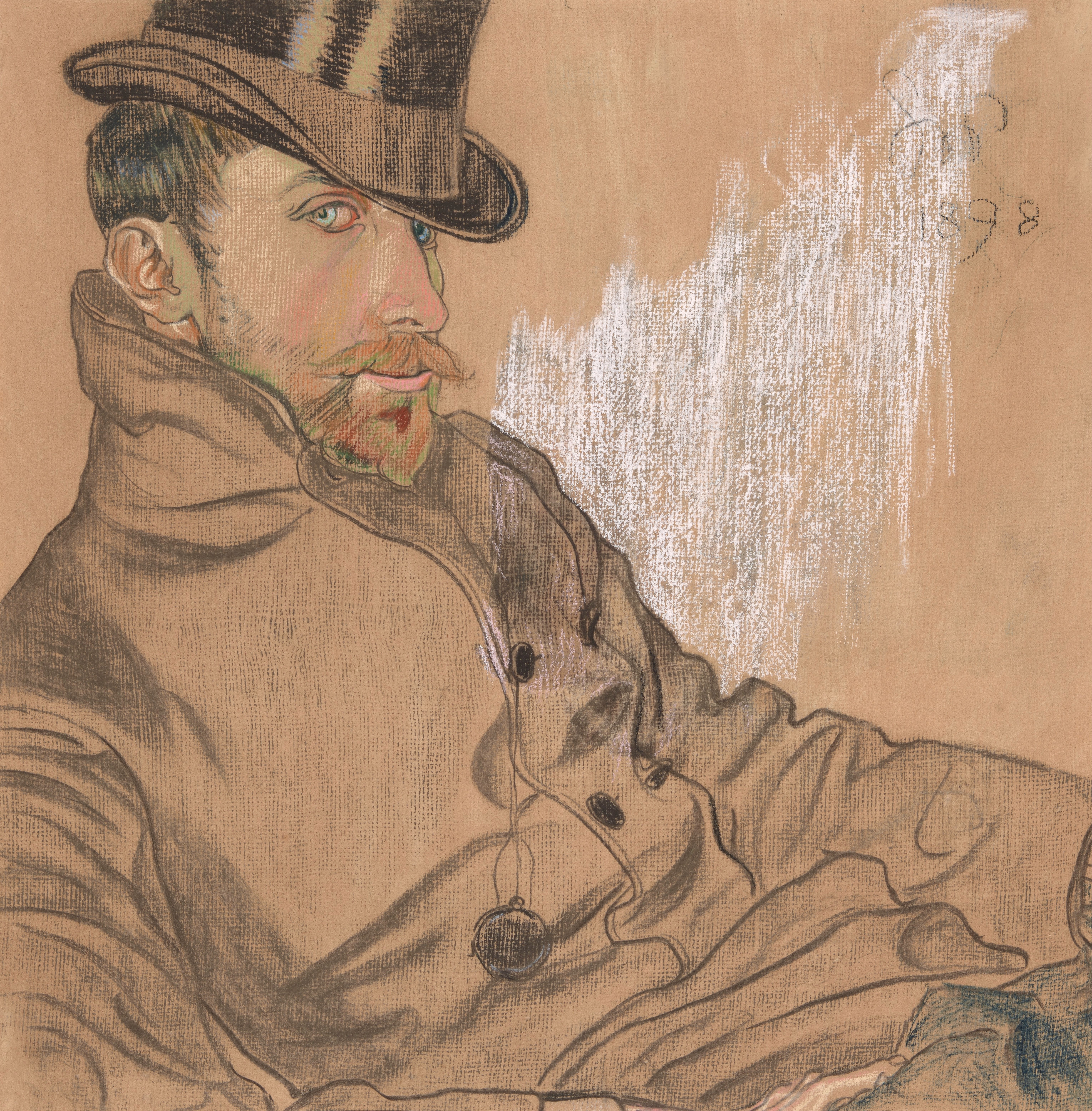
Портрет Казимира Левандовського, 1898
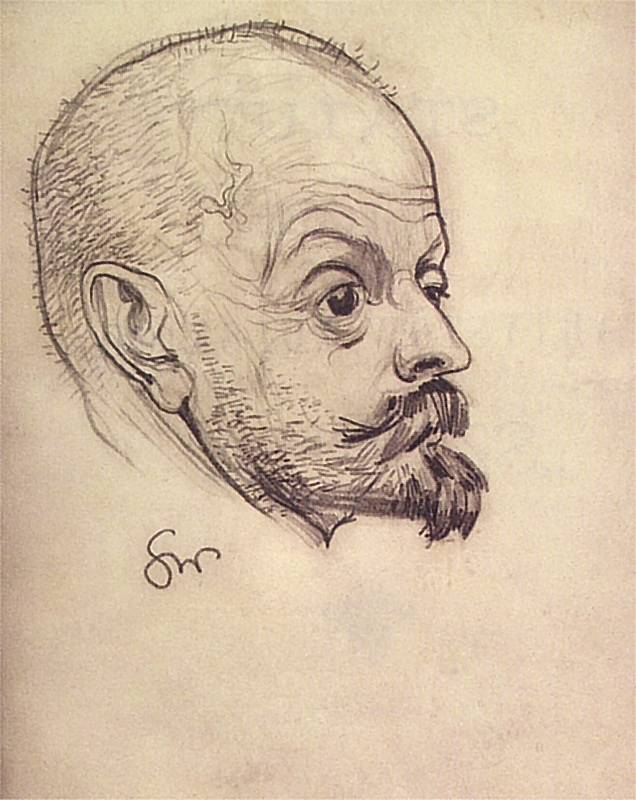
Портрет Яцека Мальчевського, близько 1899
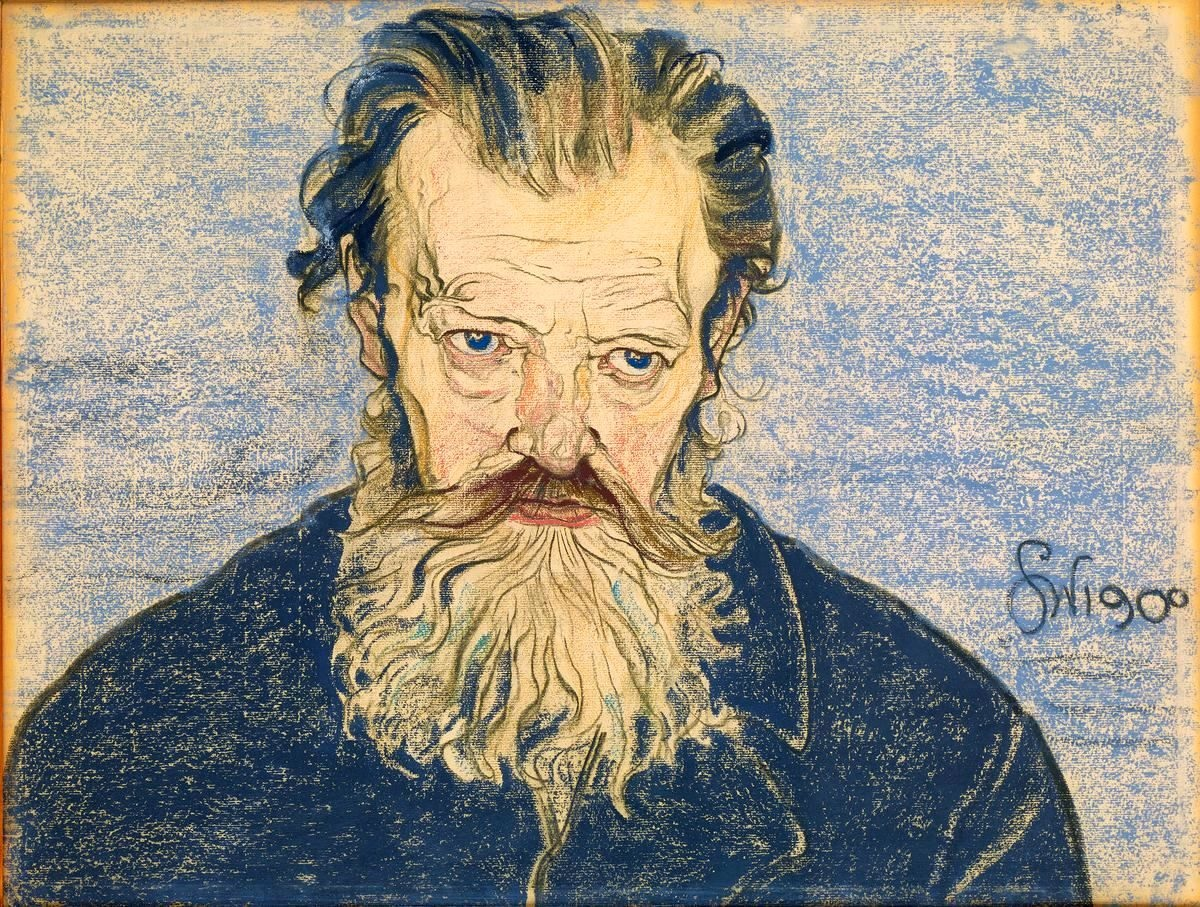
Портрет Франтішека Виспянського, 1900
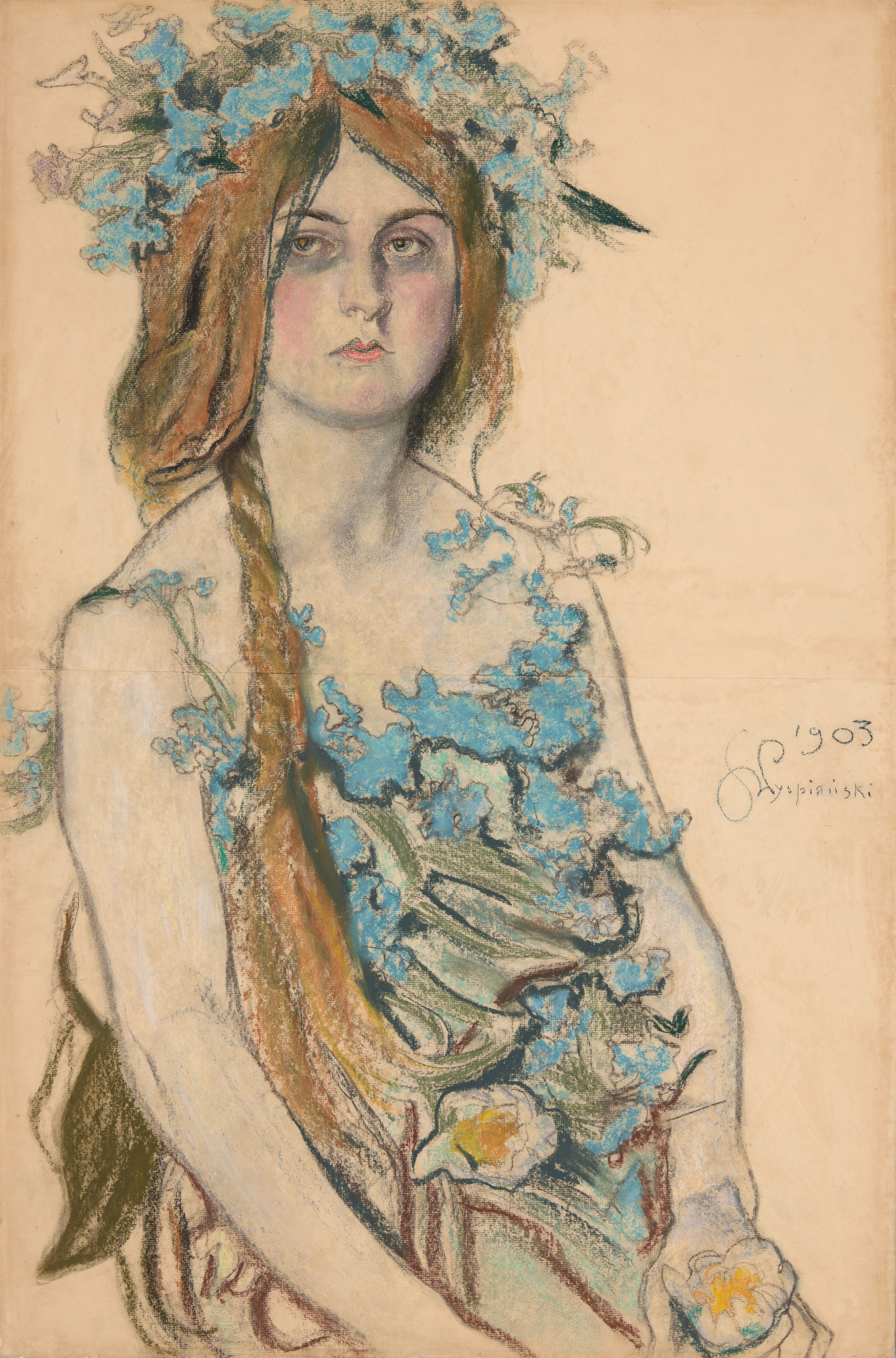
Портрет Владислави Ордон-Сосновської, 1903
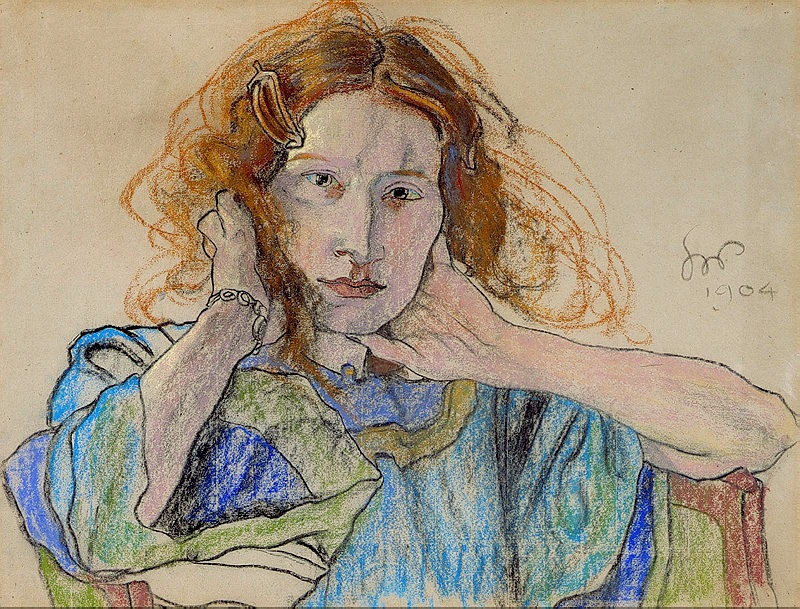
Портрет Ірени Сольської, 1904
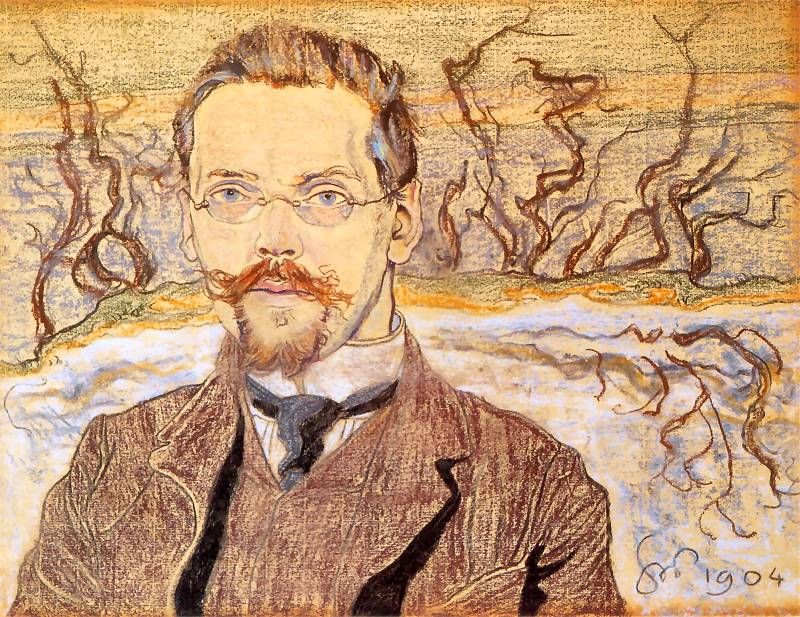
Портрет Франтішека Кришталовича, 1904
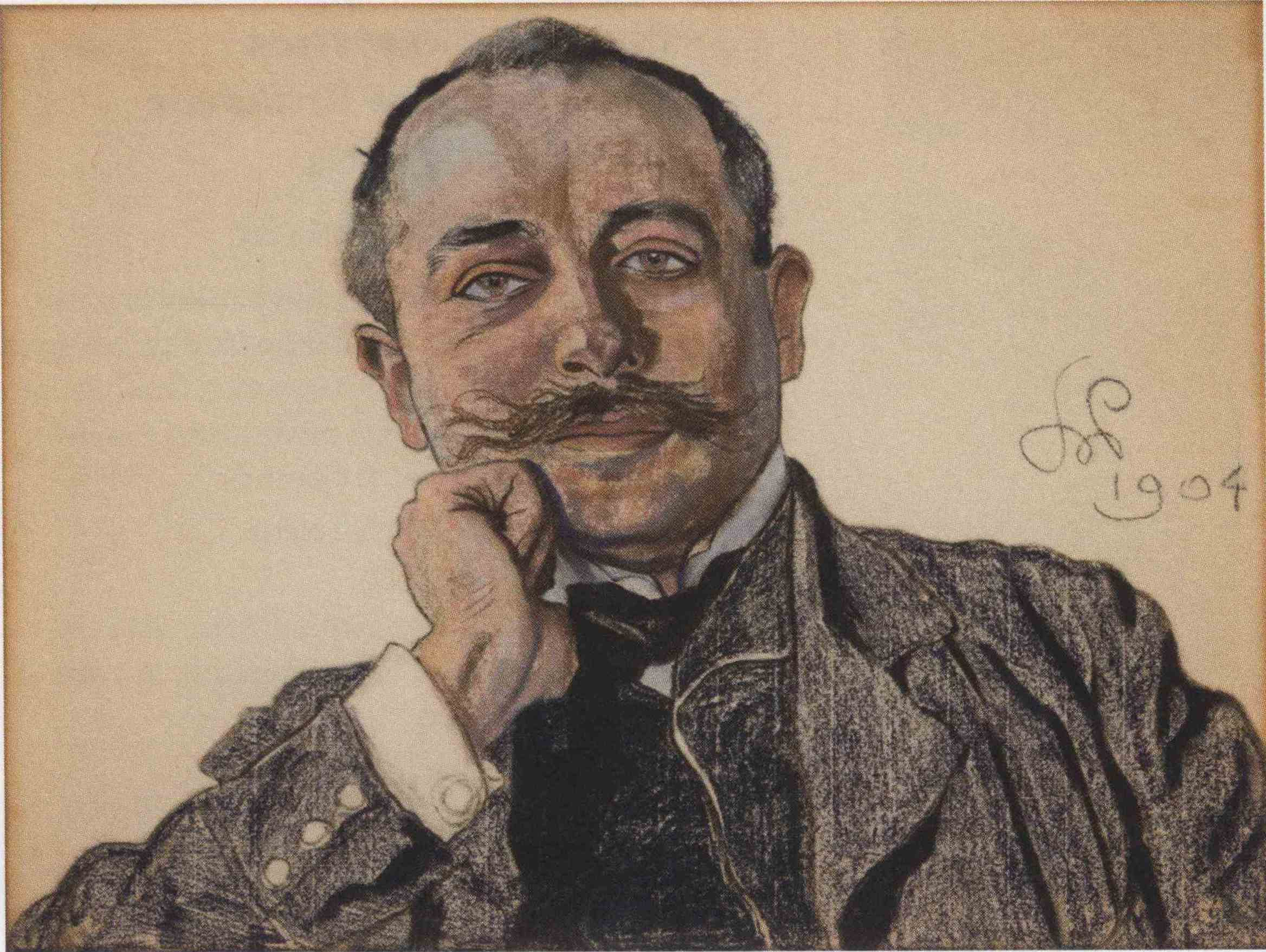
Портрет Юліана Новака, 1904
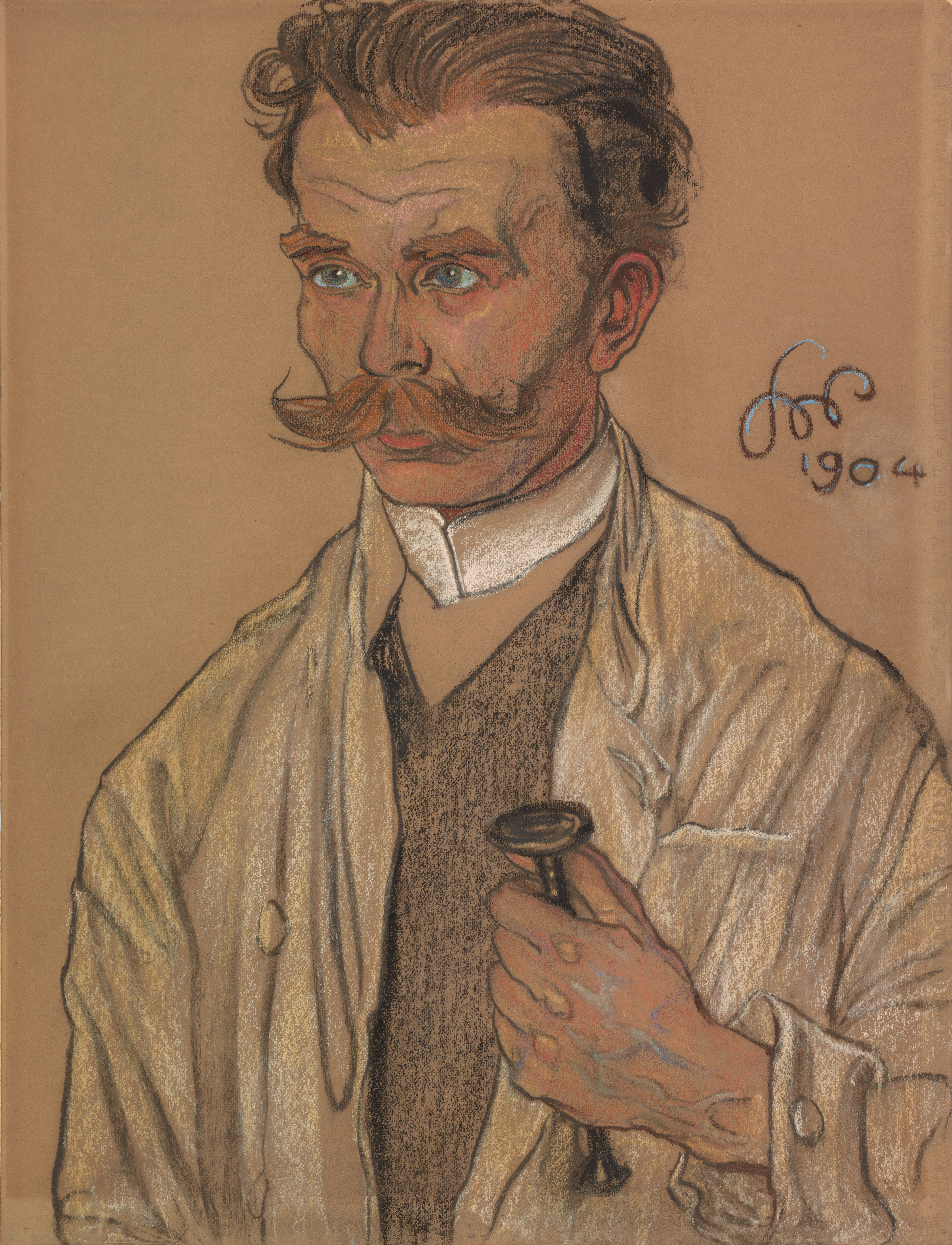
Портрет лікаря, 1904
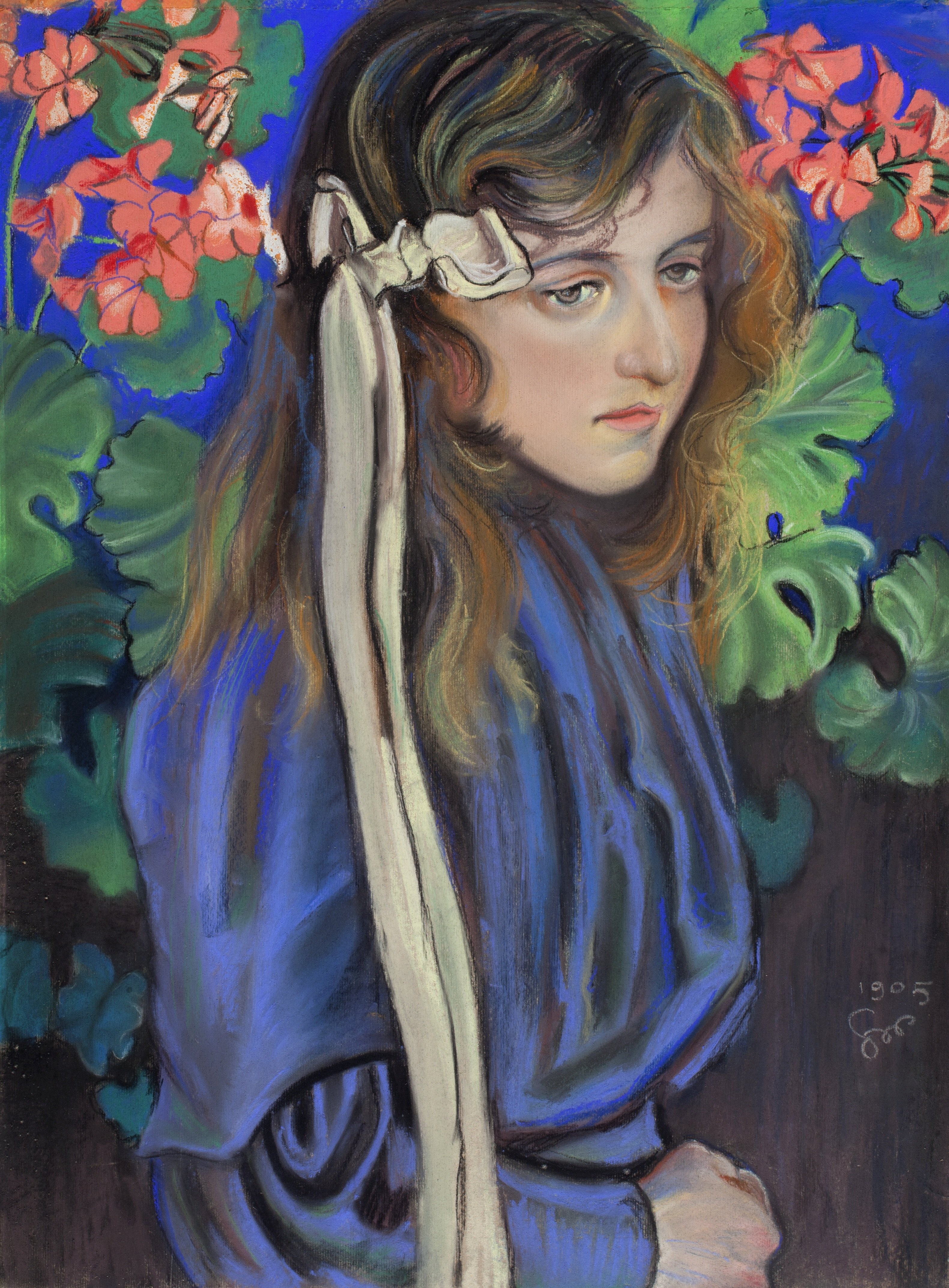
Портрет Елізи Пареньскої, 1905
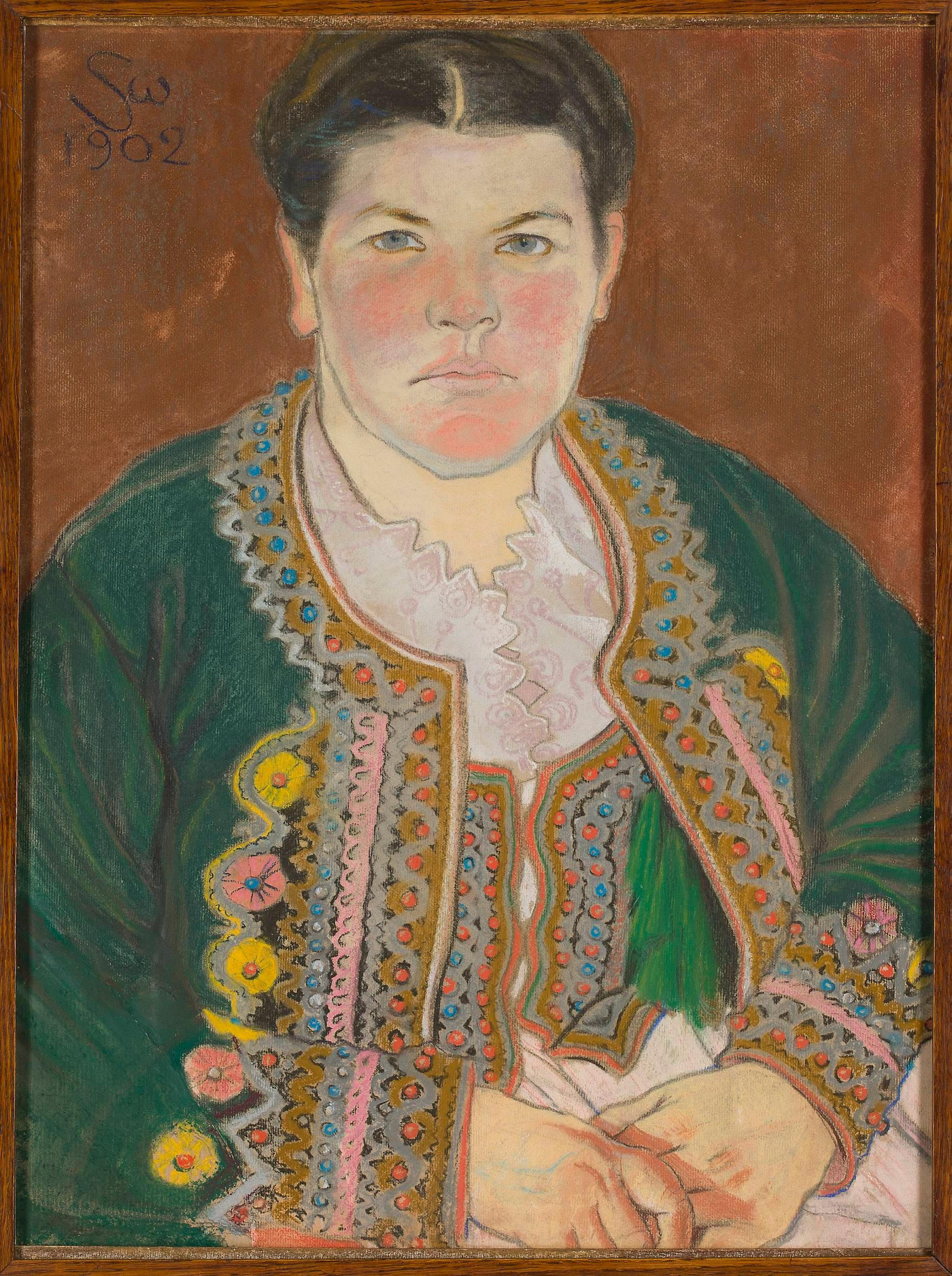
Портрет дружини, 1902
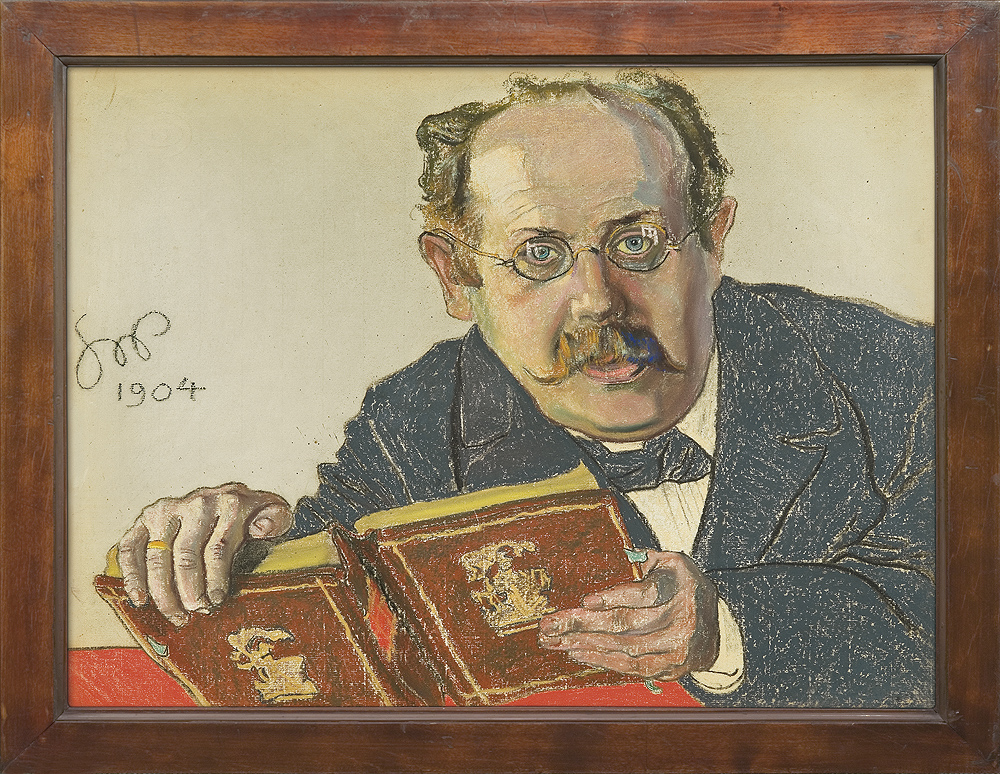
Портрет Леона Стернбаха, 1904
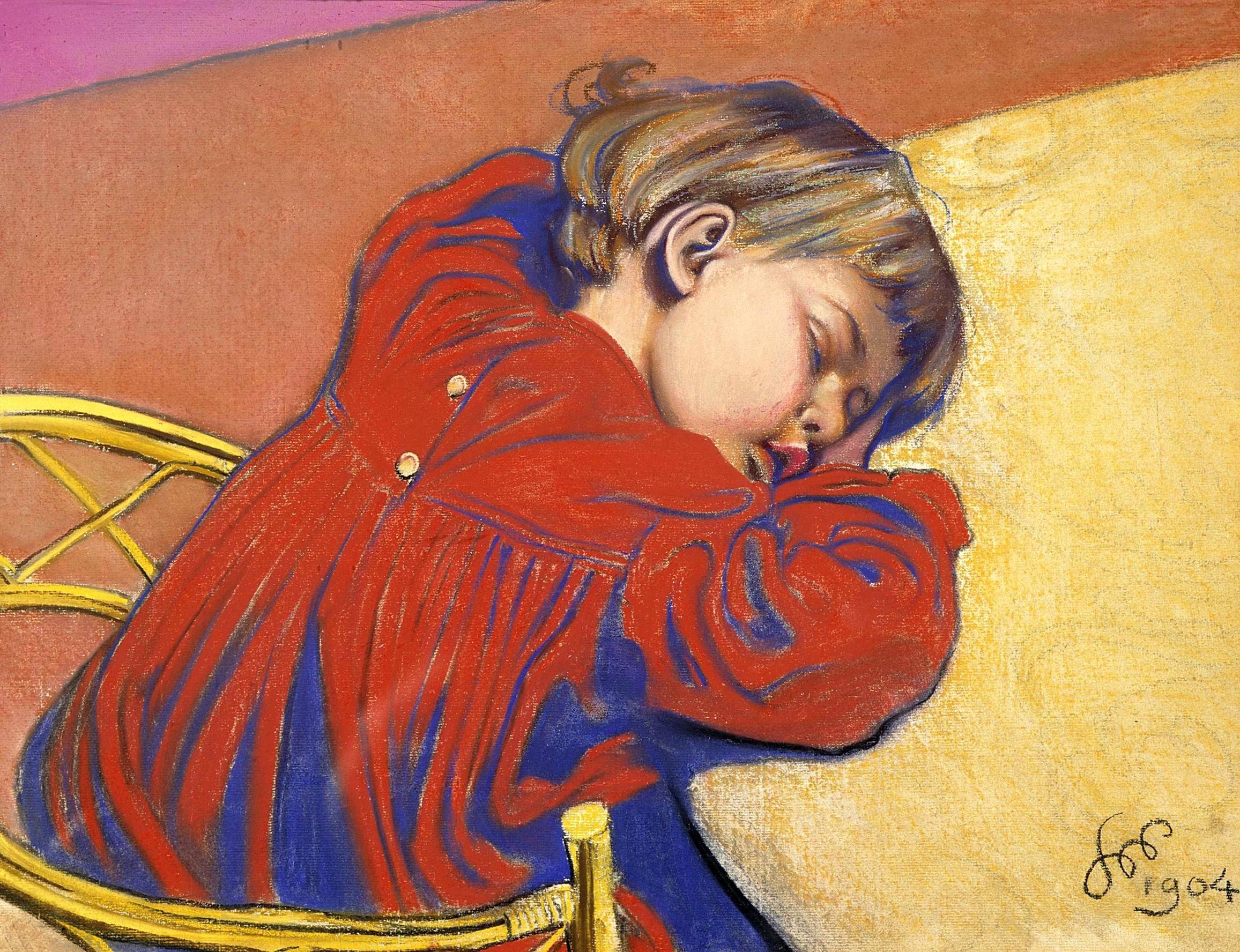
Сплячий Стась, 1904
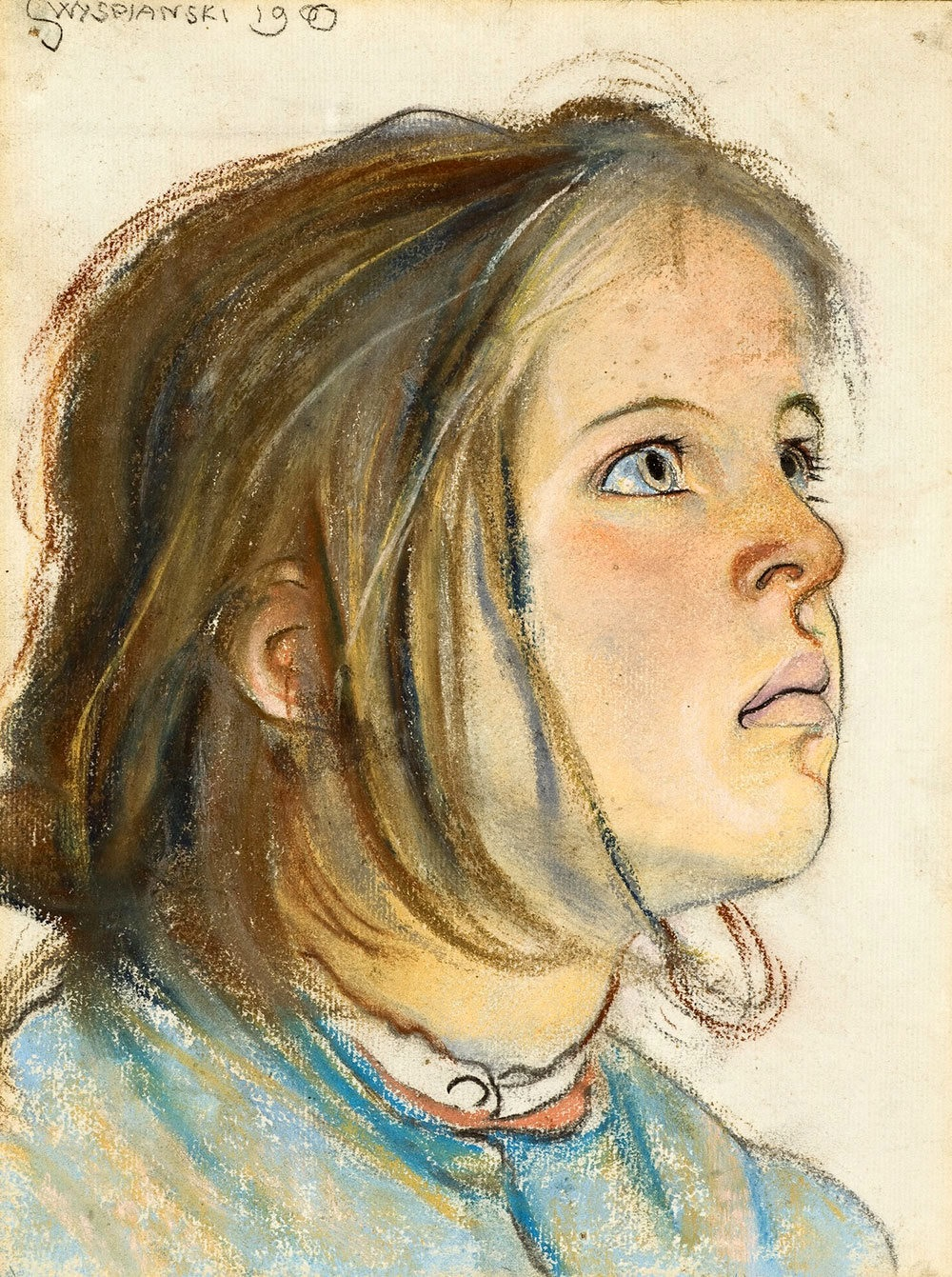
Голова Геленки, 1900
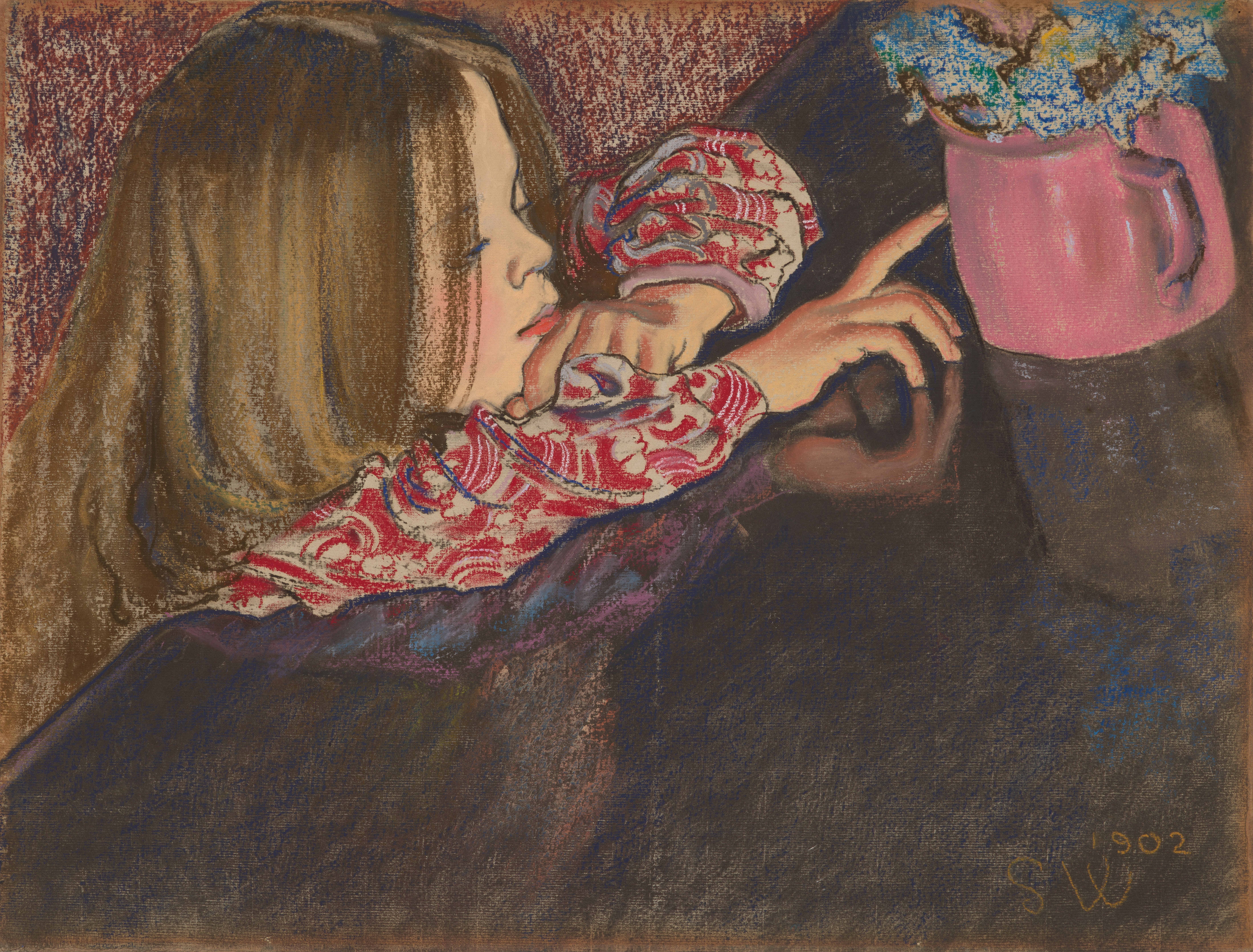
Геленка з вазою, 1902

### Пейзажі

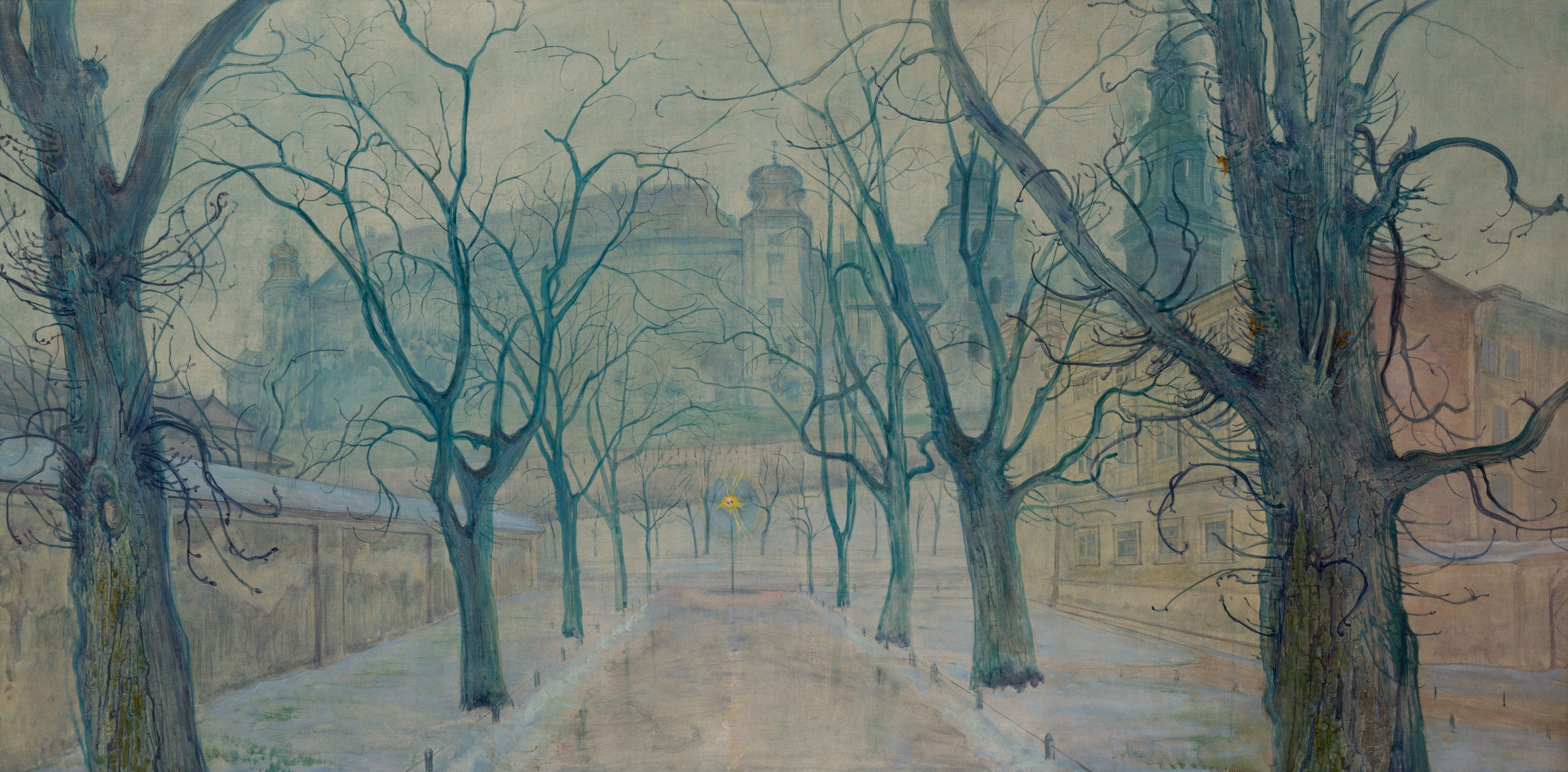
Планти на світанку, 1894
Баржі на Сені, 1894
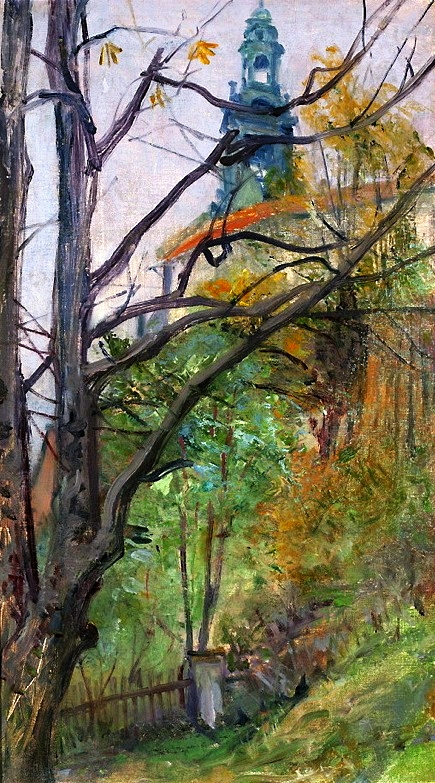
Вид на Вавель, 1894
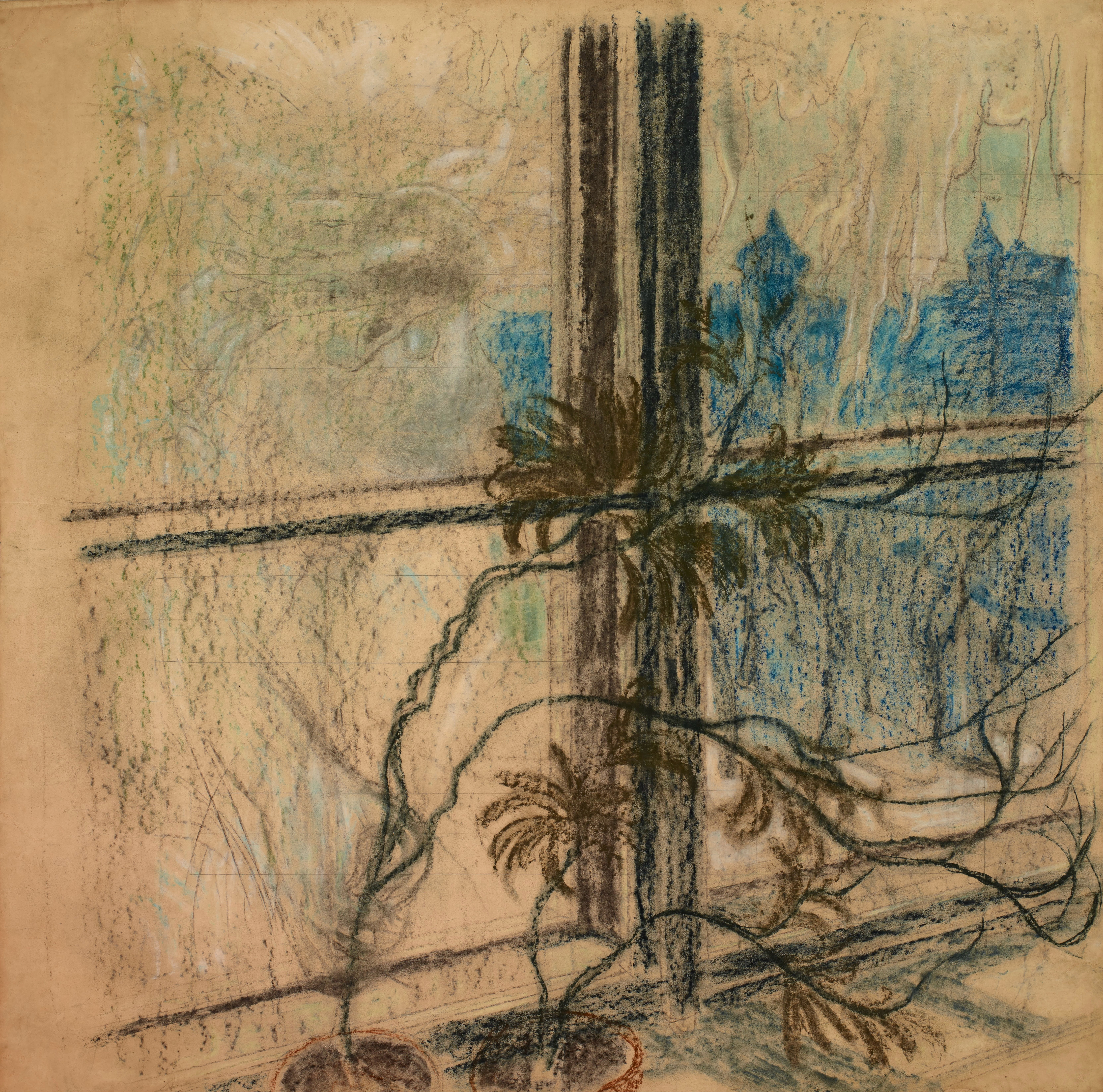
Вид на міські стіни, до 1894
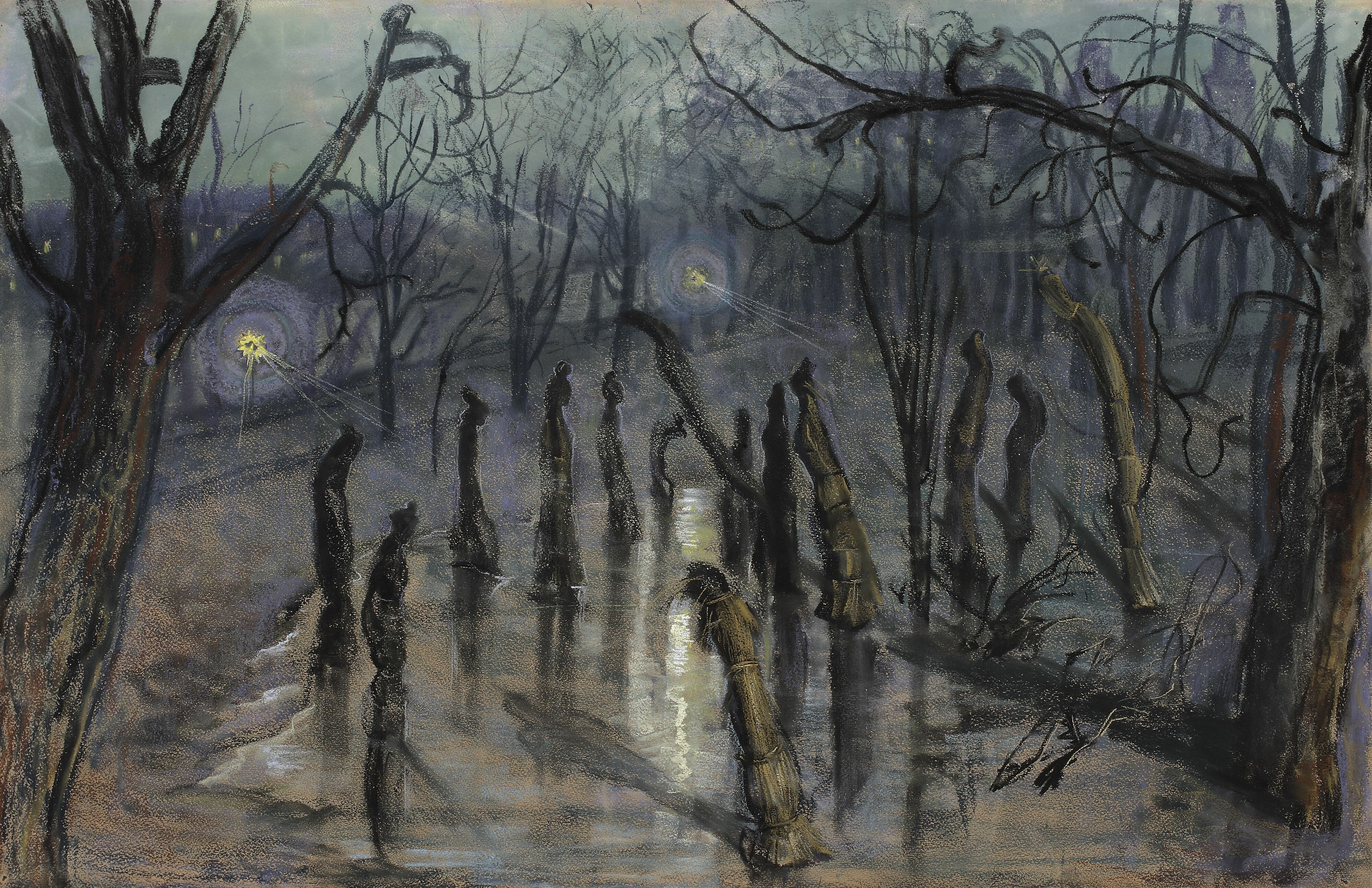
Хохоли, 1898—1899
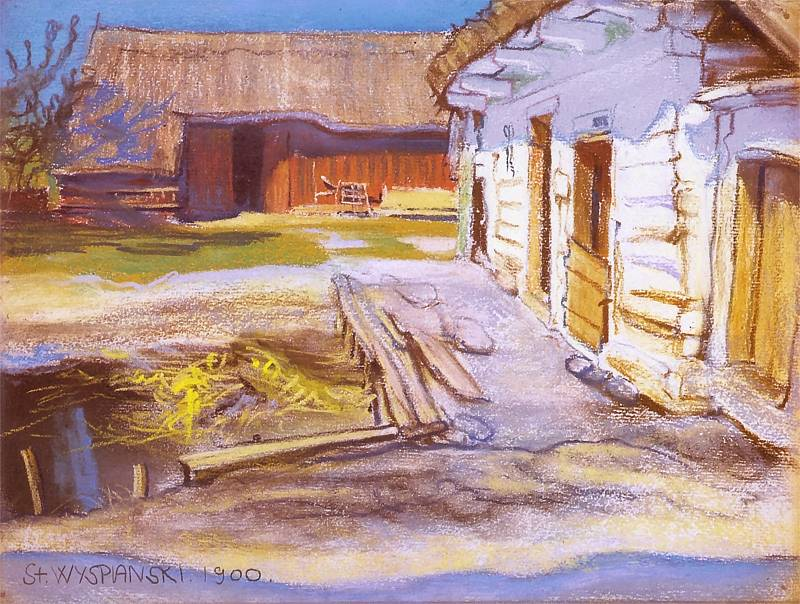
Будинки у Грембові, 1900
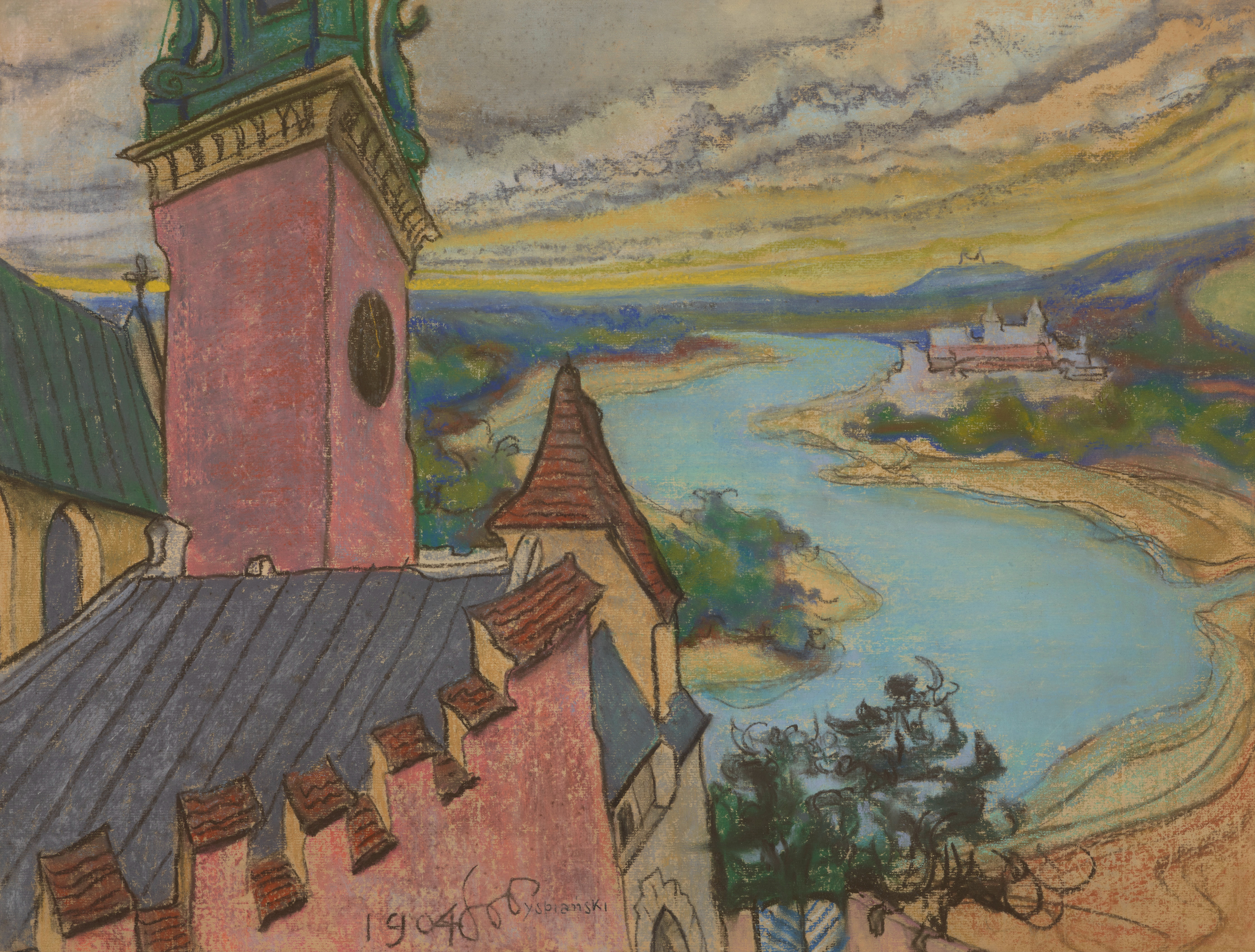
На Віслі, 1904
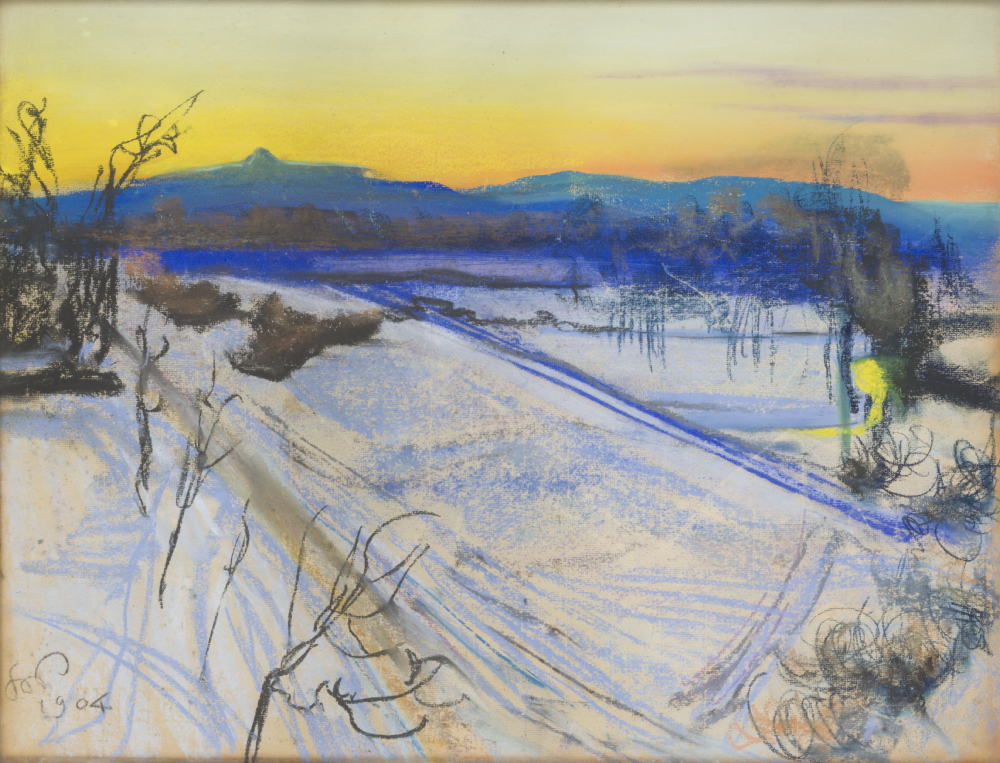
Вид на Курган Костюшка, 1904
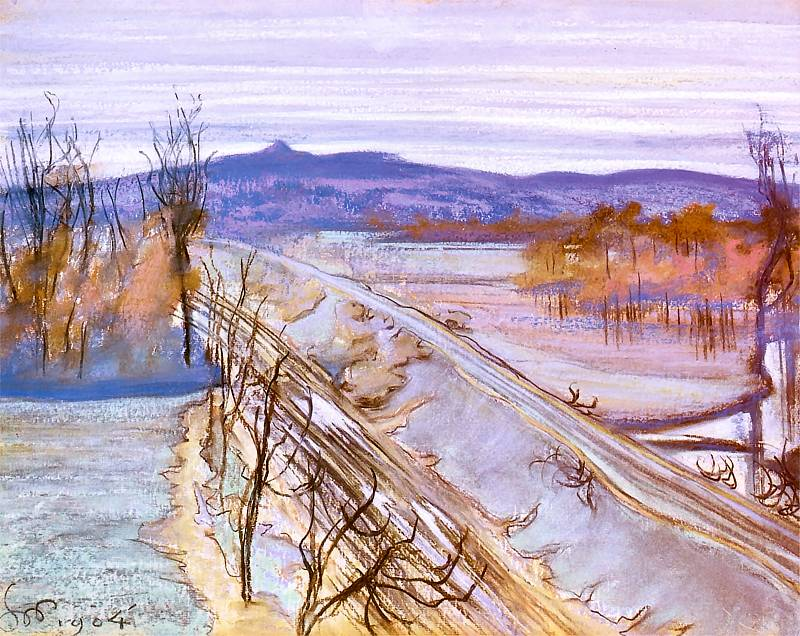
Вид на Курган Костюшка, 1904
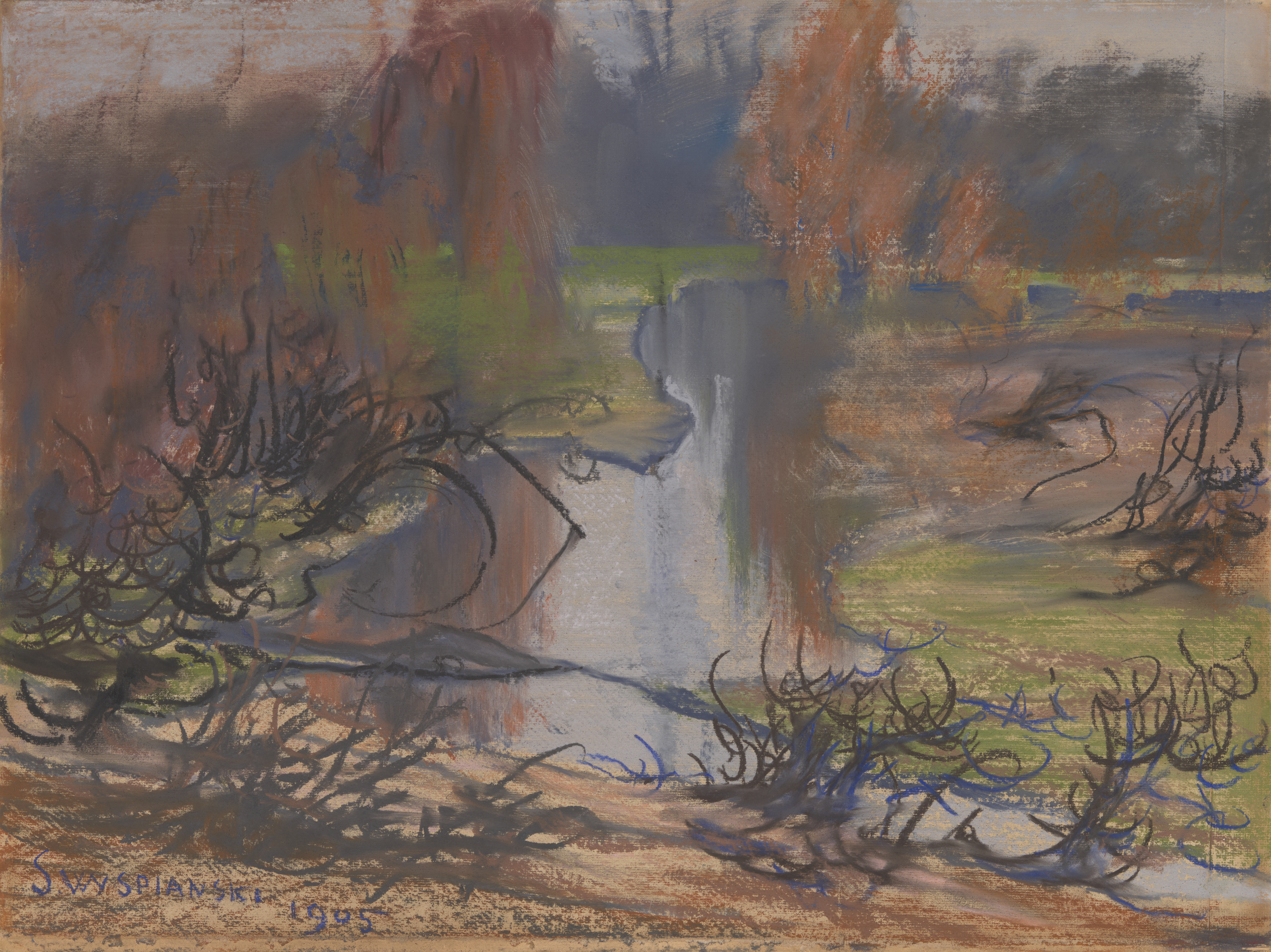
На Рудаві, 1905
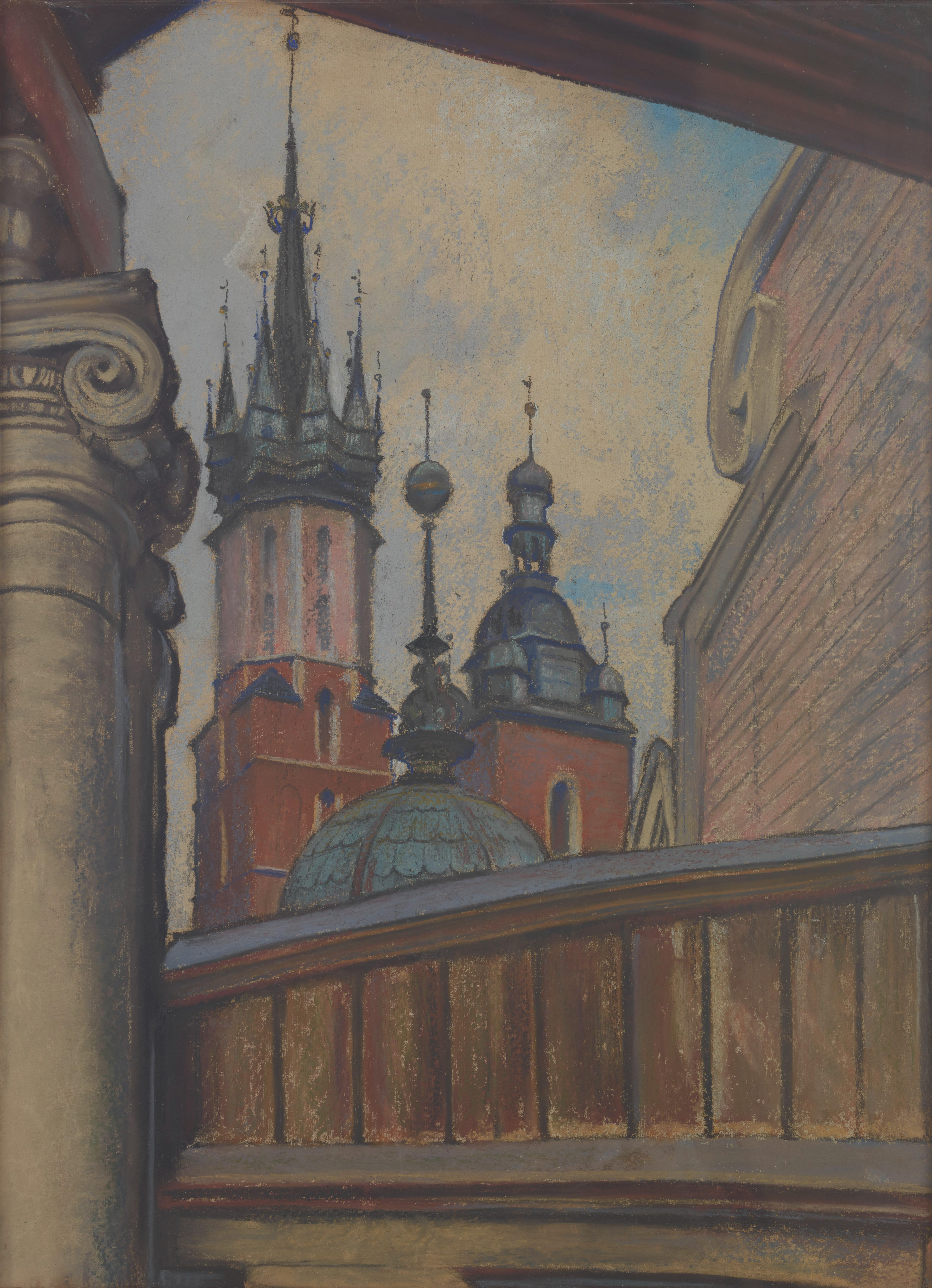
Вежі Маріацького костелу, 1905
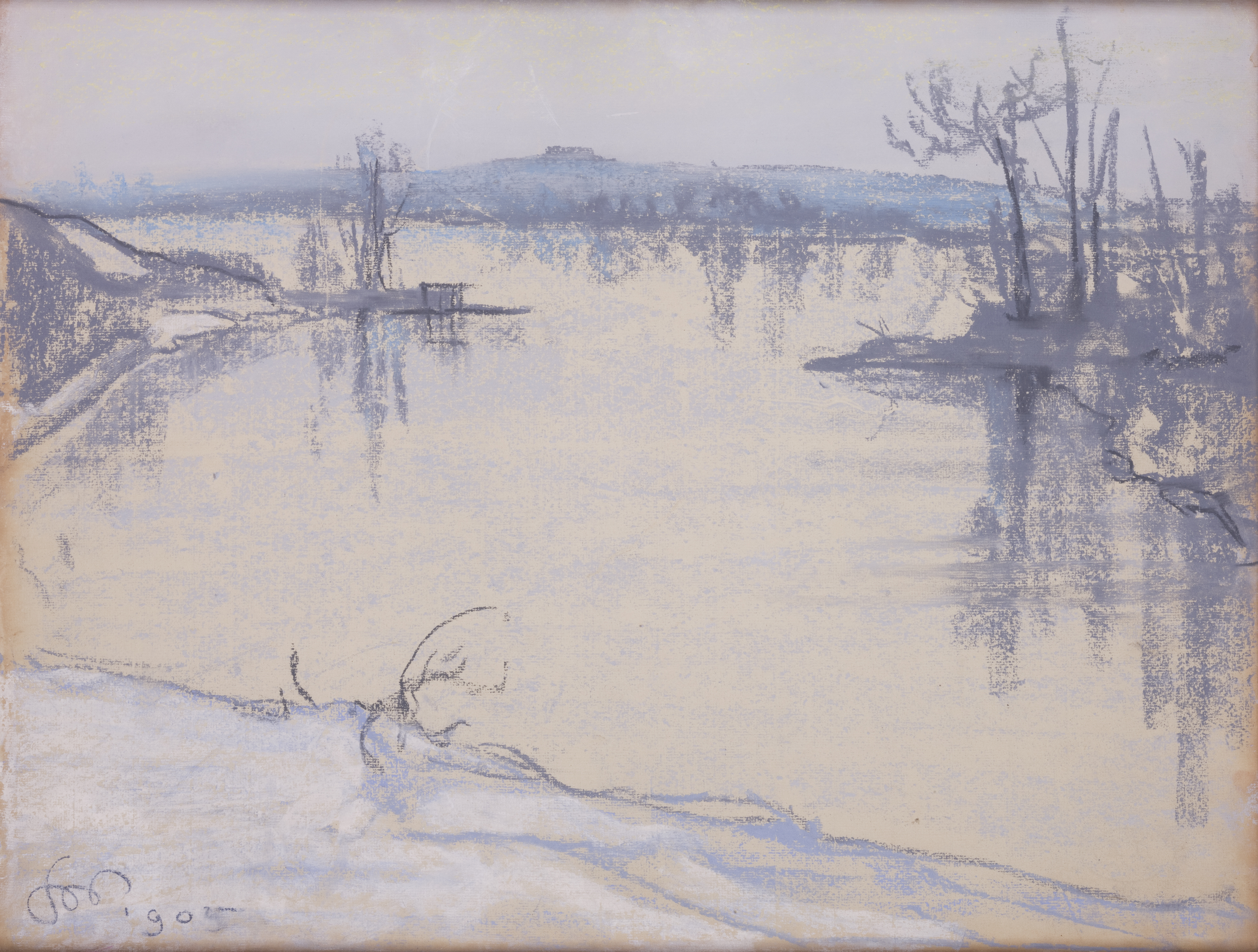
Вісла під Краковом, 1905
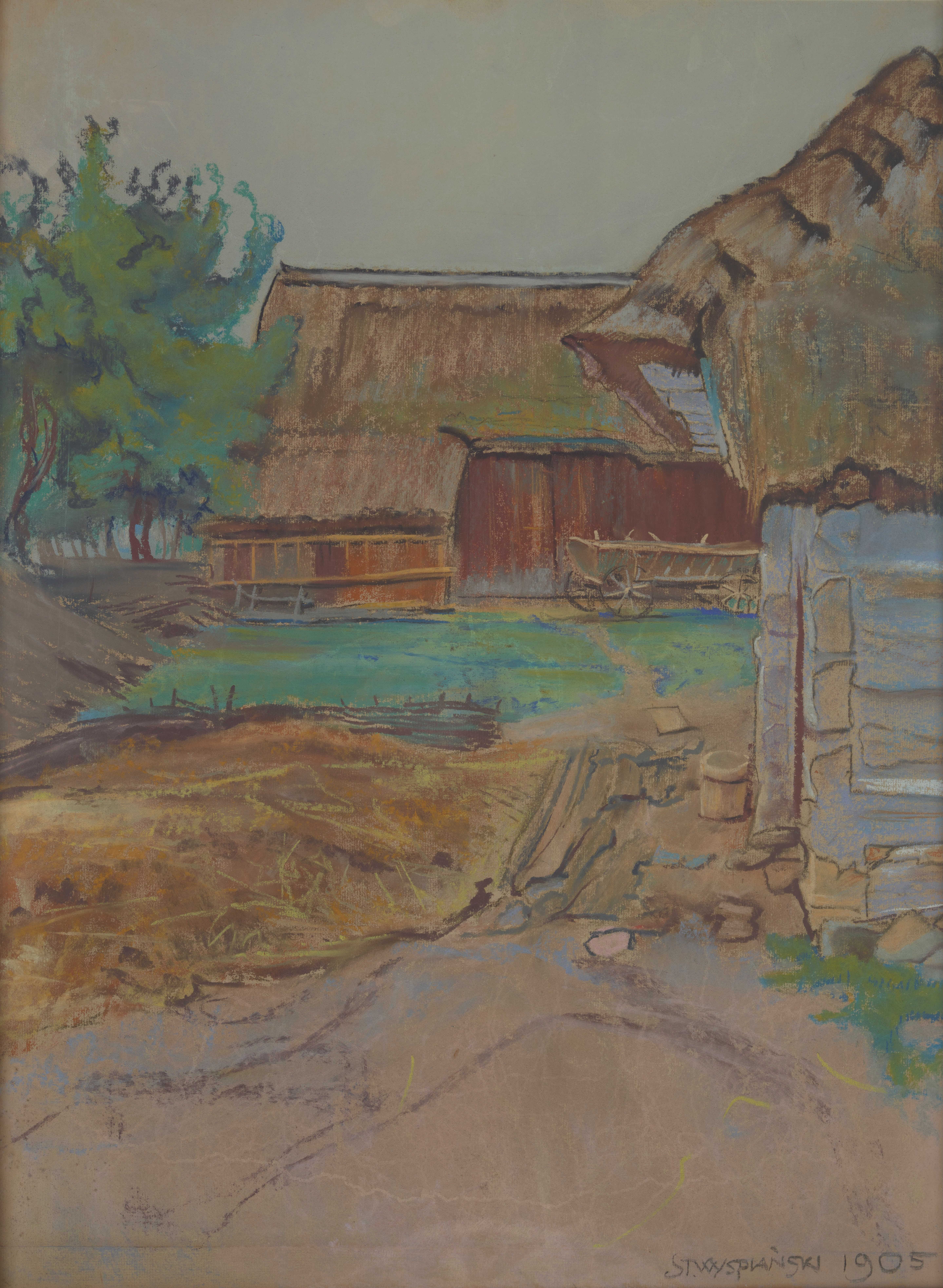
Ферма в Конарах, 1905

### Інші роботи

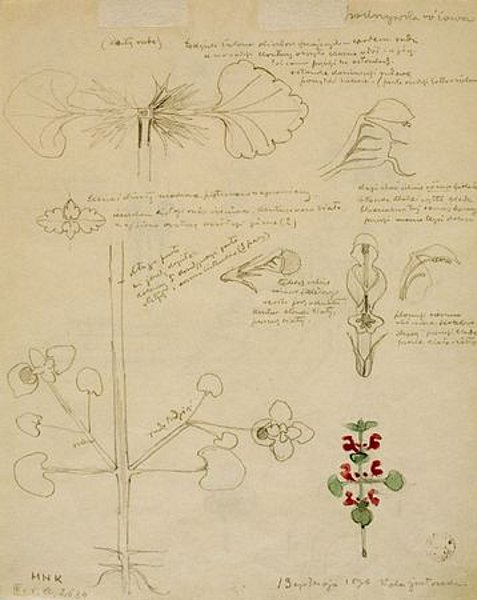
Замальовка рослин
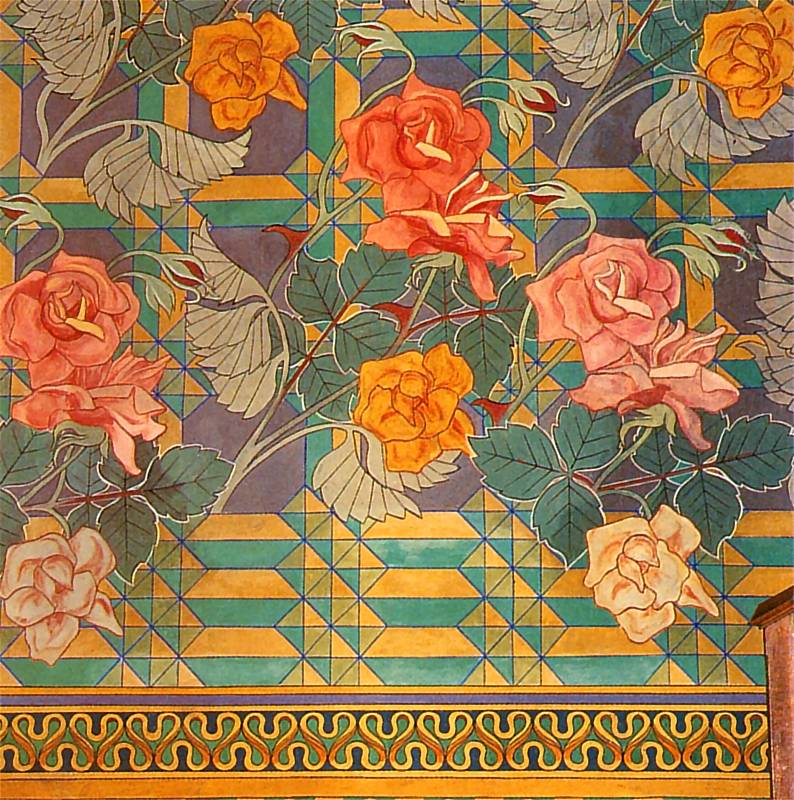
Троянди
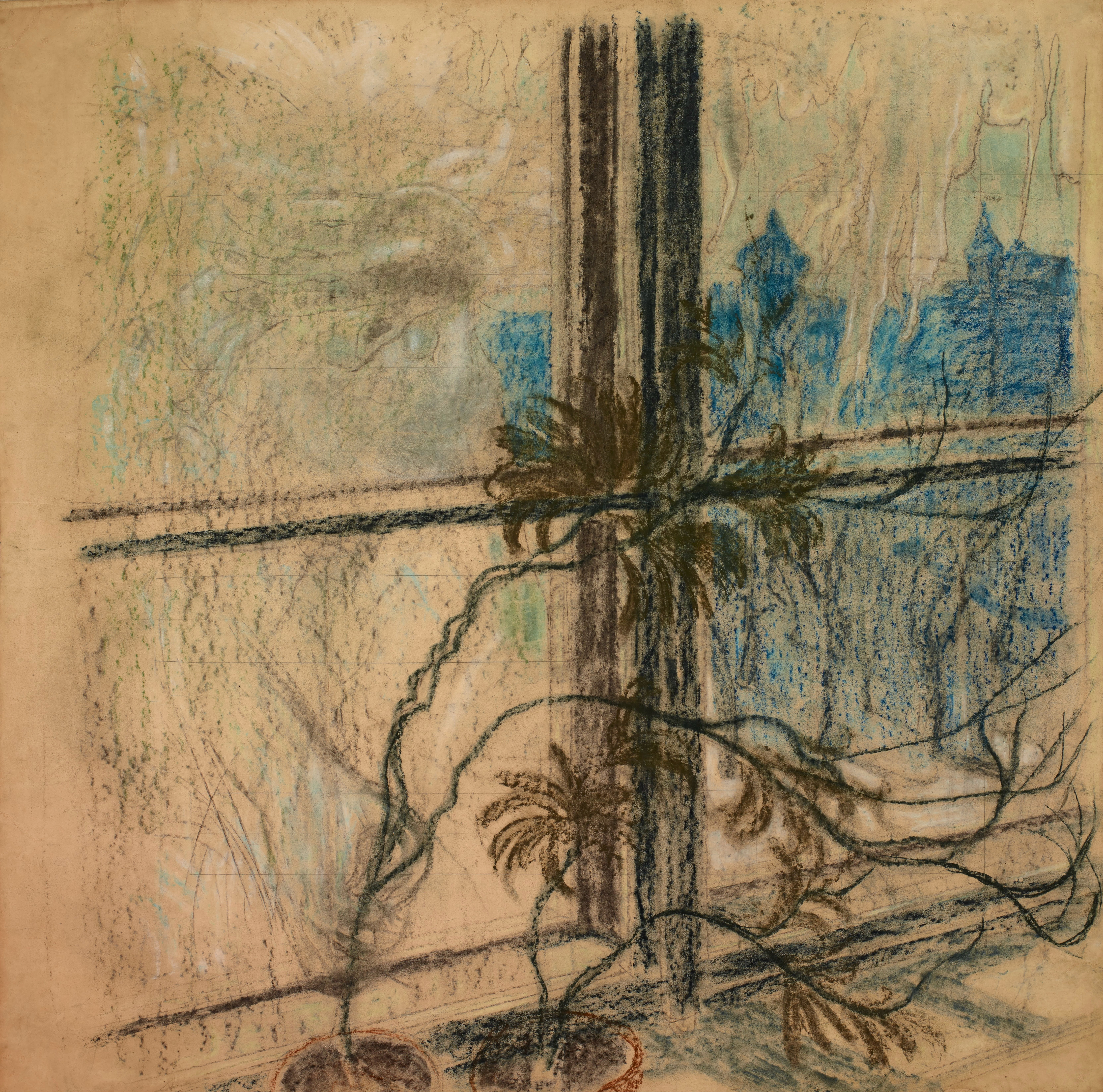
Вид з вікна майстерні, 1894
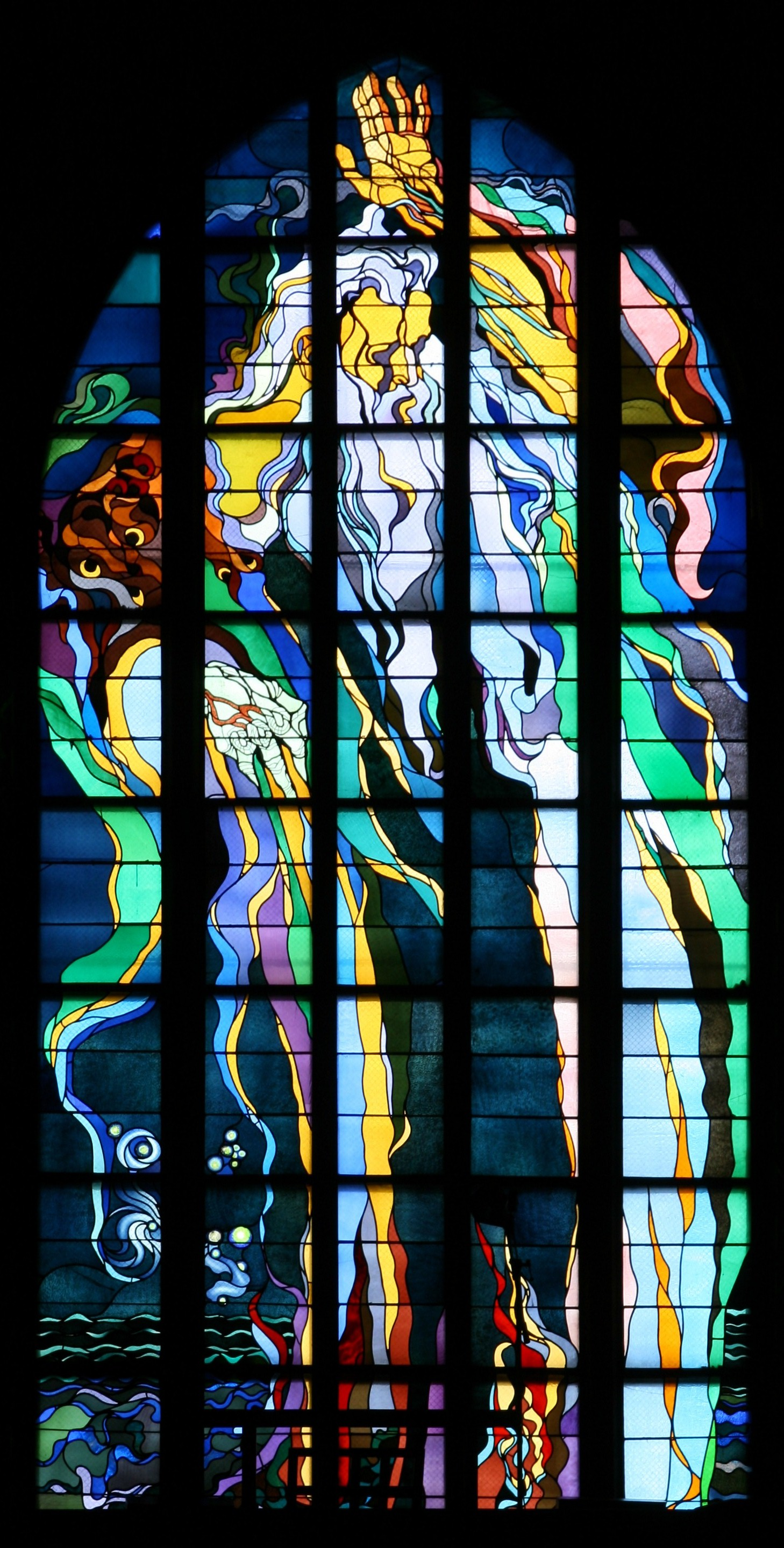
Вітраж «Бог-отець» у францисканському костелі
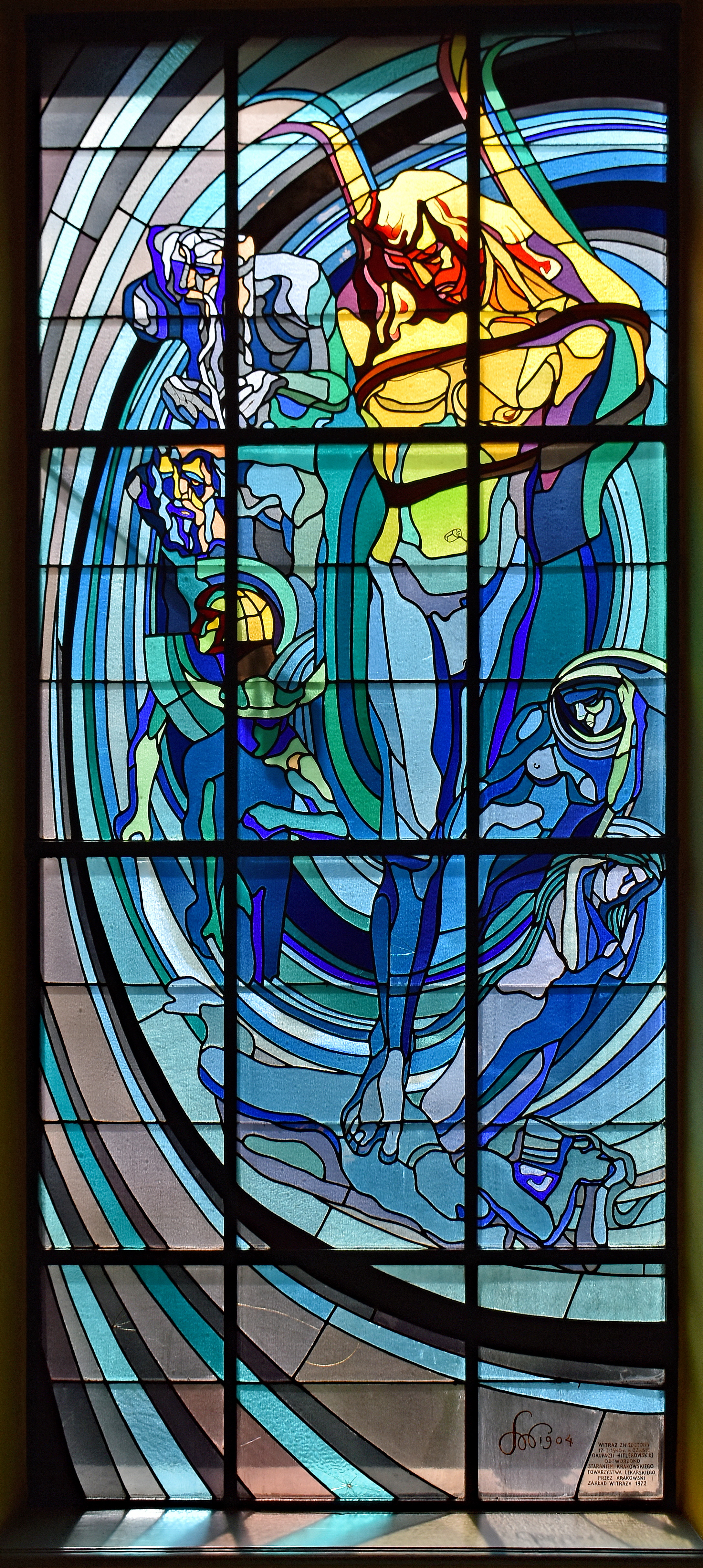
Аполлон (Система Коперника)

## Вшанування
- По смерті митця у Кракові було відкрито музей Виспянського, що є відділом Національного музею в Кракові. Перед центральною будівлею цього музею встановлено пам'ятник Виспянському.
- Іменем творця названий польський поїзд «Виспянський», той самий, який узгоджений зі швидкісним поїздом Київ-Перемишль в обидва боки.
- Ім'я Станіслава Виспянського носить Сілезький театр.
- Вулиця у Львові (тепер Вишенського).

## Цікавинки
Портрет художника та картина «Планти на світанку» (1894) зображені на 10 000 злотих ПНР

## Українські переклади
Твори Станіслава Виспянського українською мовою перекладав Анатолій Глущак.